# Vitamin

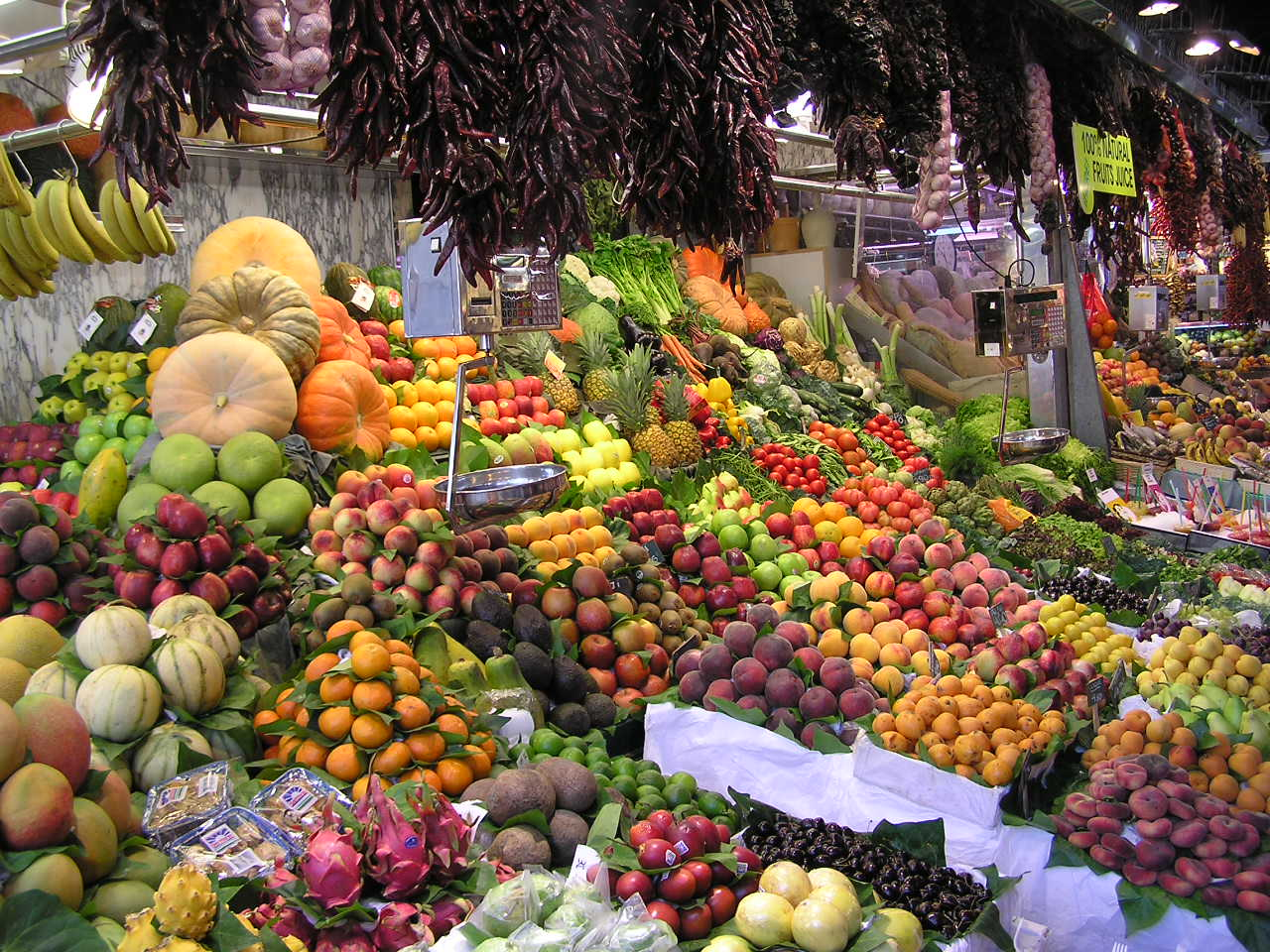
A friss gyümölcsök a vitaminok természetes forrásai az emberi szervezet számára

A vitamin olyan szerves vegyület, amely kis mennyiségben ugyan, de nélkülözhetetlen az emberi szervezet számára, viszont kellő mennyiségben az előállítására nem mindig képes, ezért tápanyag formájában kénytelen hozzájutni.
A vitaminokat nem kémiai szerkezetük, hanem biokémiai aktivitásuk alapján osztályozzák, ezért egy bizonyos vitaminnak akár több, azonos hatású vegyületet is tekinthetünk, amire jó példa az A-vitamin hat vitamerje. Van olyan vitamin, amit bizonyos feltételek mellett képes a szervezet előállítani, példa erre ember esetében a D-vitamin és a napsütés kapcsolata. Van olyan anyag, amely az egyik élőlény szervezete elő tud állítani, a másik pedig nem. Erre példa a C-vitamin, amelyet a legtöbb állat szervezete képes előállítani, de az emberé nem. Az esszenciális aminosavak és az esszenciális zsírsavak nem számítanak vitaminnak, mert nagy mennyiségben van szükség rájuk. Mára tizenháromra csökkent a tudomány által elismert vitaminok száma.
A vegyes táplálkozás általában fedezi a vitaminszükségletet, de az étrend összeállításánál nemcsak arra kell törekedni, hogy a táplálék nyersanyaga vitaminban gazdag legyen, hanem figyelemmel kell lenni arra is, hogy az ételek elkészítése során – főleg a hevítés hatására – a vízben oldódó vitaminok 10-50%-a is elbomolhat, elveszhet. Az egészséges szervezet működéséhez nemcsak vitaminokra, hanem ásványi anyagokra, kofaktorokra és nyomelemekre is szükség van.

## Az antioxidáns forradalom
Az emberi szervezetnek vitaminokra és ásványi anyagokra van szüksége ahhoz, hogy enzimek, hormonok és egyéb kémiai anyagok ezrei kifejthessék hatásukat. De a vitaminoknak és ásványi anyagoknak van még egy kulcsfontosságú szerepük: antioxidánsként viselkednek, vagyis lekötik a szabad gyököket a szervezetben. Csak a 2000-es évek előtti pár évtizedben kezdtük megismerni a szabad gyökök káros hatását, és felismerni, hogy mennyire fontos semlegesíteni ezeket az antioxidánsok segítségével.
A szervezet fő igénye az antioxidánsok működése szempontjából: A-vitamin (béta-karotin formájában), C-vitamin, E-vitamin, szelén.

## Kutatások
Az 1910-es években jutott el a tudomány odáig, hogy az évszázados tapasztalatokat összegezze. A tápláléknak az energiát szolgáltató tápanyagokon, az ásványi sókon és a vízen kívül egyéb járulékos anyagokat is kell tartalmaznia. Ezeket az anyagokat Kazimierz Funk lengyel biokémikus nevezte el vitaminoknak 1912-ben.
Kísérleti úton megállapították, hogy a patkányok zavartalan fejlődéséhez legalább két ilyen anyagra van szükség. Az egyik zsírban vagy zsíroldószerekben, a másik pedig vízben oldódik.
Ekkor nevezték el az elsőt A-, a másodikat B-vitaminnak.
A vízben oldódó vitaminról kiderült, hogy a skorbutra hatástalan – tehát kell lennie egy harmadik vízben oldódó anyagnak is. Ezt nevezték el C-vitaminnak. Majd az A-vitaminról állapították meg, hogy két vitamin keveréke. A csukamájolaj több órán át 100 °C-on tartva elveszti szaruhártyafekély (xeroftalmia) gyógyító hatását, de az angolkórra még így is hatásos, ezért ezt D-vitaminnak nevezték el. Később a harmadik zsírban oldódó anyagot E-vitaminnak nevezték, majd a K-vitamin következett. Ezzel majdnem egy időben felfedezték, hogy a B-vitamin sem egységes, így jutottak a B1-vitamin, majd később a hevítési kísérletek után a B2-, B6-, és B12-vitaminok felfedezéséhez. Találtak még más alkotórészeket is, amelyek kémiai szerkezetét már ismerték, ezeket kémiai nevekkel látták el (például: biotin, nikotinsav, pantoténsav), de emellett B-komplexen belüli számmal is (sőt, egyeseket több jelöléssel is, például biotin, =B7-vitamin, =H-vitamin). Később természetesen a többi vitamin szerkezetét is meghatározták.

## Vitaminegységek
A vitaminokra és ásványi anyagokra vonatkozó fogyasztói egységek megnevezését és meghatározását a szövetségi Amerikai Élelmiszer- és Gyógyszerfelügyelet (Food and Drug Administration – FDA), illetve a nonprofit Amerikai Népegészségügyi Intézet (Institute of Medicine - IOM) dolgozta ki, világszerte ezeket használják. Az FDA egyik fontos feladata, hogy az ételek biztonságosak legyenek, és a tartalomra vonatkozó feliratok hasznosak legyenek és a valóságot tükrözzék. Az USA-ban az FDA előírásai kötelező érvényűek. 
- RDA, Recommended Dietary Allowance – Az ajánlott napi fogyasztás minimális mennyisége
- DRI, Daily Reference Intake – Napi referenciafogyasztás (egyfajta átlagérték). Alapjai: becsült átlagos szükséglet, RDA, megfelelő szükséglet, elfogadható legnagyobb adagolás. Az Institute of Medicine 1997-ben javasolta a bevezetését, azóta fokozatosan felváltja az RDA-t.
- DRV, Daily Recommended Value – Napi ajánlott érték. Elsősorban az egészség fenntartásához szükséges egyéb anyagok jelölésére szolgál, úgymint: zsír, szénhidrát, élelmi rost, fehérje, koleszterin, nátrium és kálium (ezeket szintén fogyasztani kell minden nap). A DRV-t százalékban adják meg 2000 kalóriás napi fogyasztást feltételezve.
- DV, Daily Value – Napi érték (a DRI és a DRV kombinációja). A címke megadja az egyes összetevők értékét, amit egy étkezés tartalmaz, illetve hogy ez hány százalékot jelent a napi ajánlott értékhez képest.

Az RDA értéke minimális ajánlott mennyiséget jelent, efölött kortól, nemtől, fizikai aktivitástól, egészségi állapottól stb. függően eltérések lehetségesek.
1967-ben a Egészségügyi Világszervezet (World Health Organization, WHO)/FAO ajánlására bevezették a biológiai aktivitást jelző „retinol egyenérték” (RE) fogalmát az addig használt „nemzetközi egység”, NE (IU=international unit) helyett.
1 RE a definíció szerint egyenlő 1 mg all-trans-retinol vagy 6 mg béta-karotin hatásával. 2001-ben a U.S. Institute of Medicine a meghatározás finomítását ajánlotta, az RE helyett a „retinol aktivitás egyenérték”-et (RAE). Ez az átlagolt egyenérték helyett az ételben található karotenoidokat hasonlítja össze a retinollal.
1 mg RAE a meghatározás szerint egyenlő 1 mg all-trans-retinol hatásával, így ugyanaz, mint 1 mg RE. Mindkettő egyenlő 3,3 NE retinollal.
Létezik még egy egység, amit a kereskedelemben kapható étrendkiegészítők általánosan feltüntetnek, ez a napi ajánlott bevitel százalékában mutatja az ajánlott értéket. Jelölése többnyire %DV, vagy RDV (Recommended daily value = „ajánlott napi érték”). Ez a Recommended Dietary Allowances (RDA) értékéhez viszonyítva adja meg a százalékos arányt.

## A vitaminszedés hatásai
A vitaminokat tartalmazó kiegészítők, ásványi anyagok szedésének kedvező hatása legalább több hét, vagy több hónap múlva válik érezhetővé: javul az általános közérzet, a viselkedés energikusabb, a hangulat optimistább lesz, könnyebb elkerülni vagy leküzdeni a kisebb betegségeket. Fontos szem előtt tartani, hogy miket lehet távlatilag elkerülni az ilyen kiegészítők szedésével (példaként): csontritkulás, rák, szívbetegségek, stroke, szenilitás.
Ennek oka az, hogy a modern átlagember általában vitaminhiányosan étkezik, nem visz be szervezetébe elegendő mennyiségű vitamint. Orvosi vér- és vizeletvizsgálat alapján kiderülnek bizonyos hiányzó, vagy kevéssé felszívódó anyagok, amiket pótolni kell. Más vitaminok hiányát nehéz ilyen laborvizsgálatokkal kimutatni. Egyes táplálkozástudományi szakemberek a vérben lévő antioxidánsok szintjének vizsgálatát tartják fontosnak, mert ezek jobban tükrözik az általános egészségi szintet, mint maguk a vitaminok, amik az antioxidánsoknak csupán építőkövei.
A vitaminok szerteágazó hatását ma már elég jól le tudjuk írni. Vizsgálódjunk és gyanakodjunk, ha egyes „vitaminkészítményeket” azonnali hatás; az Alzheimer-kór gyógyítása; rákgyógyszer; különleges összetétel; titkos recept; csodálatos gyógyulás; újra felfedezett; elfeledett tudás címszavakkal reklámoznak.
Már kialakult, súlyos betegségek esetén konzultáljunk orvosunkkal, akit tájékoztassunk vitaminszedési szokásainkról. A vitaminok szedése nem okoz zavart az orvos által felírt gyógyszerek hatásában, ha mindegyiknél betartjuk a szedésére vonatkozó szabályokat.

## A vitaminok két fő csoportja
A vitaminokat oldhatóságuk alapján két nagy csoportra oszthatjuk:
1. Zsírban oldódó vitaminok (lipovitaminok),
2. Vízben oldódó vitaminok

A két csoport tagjai között aligha van vegyi rokonság, de a vízben oldódó B- és C-vitaminok között sem találunk ilyet. A szervezet számára azonban mindkét csoport vitaminjai szükségesek, mert a szervezet védekező mechanizmusait erősítik. A vitaminok élettani hatására leginkább hiányuk (az avitaminózis) esetén fellépő betegségekből következtethetünk.

## Zsírban oldódó vitaminok
A zsírban oldódó vitaminokat a szervezet tárolni tudja, főleg a zsírszövetekben és a májban, ezért normál, egészséges étkezés mellett (pl. teljes kiőrlésű gabona, friss gyümölcsök, zöldségek) nem feltétlenül szükséges a napi pótlásuk. Ilyen vitamintabletta rendszeres szedése esetén elvileg fennáll a túladagolás veszélye. Ezek a vitaminok (konkrétan: A-, D-, E-, K-vitamin) vízben nem oldódnak.

### A-vitamin

A karotinoid származék retinol

Az A-vitamin egy általános kifejezés, ami a retinol biológiai aktivitására vonatkozik (régi neve: axeroftol).
Hatásai:
A táplálékkal bevitt retinol gyakorlatilag teljesen felszívódik. A provitaminok vitaminná történő átalakítása során a béta-karotin kb. egyhatoda, az egyéb karotinoknak csupán az egytizede alakul át retinollá. Mivel a karotinok fontos szerepet töltenek be a szükséglet kielégítésében, bevezették a retinolekvivalens fogalmát. A retinol-ekvivalens a hasonló kémiai szerkezetű, azonos biológiai hatású vegyületek közös neve. A legfontosabb A-vitamin hatású vegyületek: a retinol, retinal, és provitaminok: alfa-, béta- és gamma-karotin, egyéb karotinoidok. Biológiailag a legaktívabb a béta-karotin.
Gyermekeknek segíti a kanyaróból való felgyógyulást, kisgyermekeknek a légzőszervi fertőzésekből való kilábalást. Erősíti az immunrendszert (kemoterápia vagy fertőzés után nagyobb adag béta-karotin szükséges). Csökkenti a szívbetegségek és a stroke kockázatát.
Hiánya:
Az A-vitamin-hiánya a korai szakaszában farkasvakságot okoz, amely szürkületben, vagy gyenge világítás esetén bekövetkező látászavar. Az A-vitamin nélkülözhetetlen a szemideghártya (retina) fényérzékeny anyagának, a látóbíbornak a felépítésében. Nevét is innen kapta.
Jellemző még az A-vitamin-hiányra a hámszövet-, könnymirigy-elsorvadása, a szaruhártya és a kötőhártya elváltozása, a verejték- és faggyúmirigyek megbetegedése, a bőr kiszáradása, a szőrzet és a hajszálak törékenysége, kihullása. Gyermekeknél a csontosodási folyamat sérülése következtében növekedési zavar is bekövetkezhet. A páciens könnyebben elkap olyan fertőzést, ami hasmenéshez vezet, illetve hajlamosabbá válik a légzőrendszer megbetegedéseire.
Az A-vitamin-hiánya gyakori Latin-Amerika, Afrika, Ázsia gyermekkorú lakosságánál. Ennek közvetlen oka a gabonafélék, tej, tojás, zöldségfélék elégtelen fogyasztása.
Az A-vitamin hasznosulását csökkenti az alkoholfogyasztás, a fogamzásgátló tabletta és a cigarettafüst.
Túladagolás:
200 mg súlyos toxikus tüneteket okoz (hányás, hasmenés, zavart idegállapot, fejfájás, az emésztőrendszer fájdalmai, homályos látás). Már napi 10 mg egy hónapig tartó szedése is hasonló tüneteket vált ki. A túladagolás először sarkkutatók esetén fordult elő, akik jegesmedve máját fogyasztották, ami nagy mennyiségben tartalmaz A-vitamint. Ez egyes esetekben halálhoz vezetett. A túladagolás hatásainak csökkentésére nincs mód, az A-vitamin szintje csak lassan csökken a szervezetben. Béta-karotin szedése esetén túladagolás veszélye nem áll fenn, ezért ez az ajánlott A-vitamin-szedési forma.
Vesebetegségben problémát okozhat az A-vitamin szedése, ajánlott béta-karotin formában szedni.
Béta-karotin túladagolása a bőr alatti zsírréteget sárgára színezheti, a jelenség latin neve: hypercarotenodermia. Az adagolás csökkentésével pár hét alatt ez az ártalmatlan tünet megszűnik.
Ajánlott napi adag:
A felnőtt ember napi szükséglete kb. 700-900 µg, terhesség és a szoptatás ideje alatt 1200 µg (=1,2 mg), de ilyenkor közvetlen A-vitamin bevitele tilos (a túladagolás veszélye miatt)! Ajánlott a béta-karotin szedése, napi 25 000 NE. Terhesség alatt máj fogyasztása ellenjavallt. Túladagolás esetén hipervitaminózis: sárgás bőrszín, hajhullás, bőrgyulladás stb. léphet fel.
- Gyermekek 1–8 év között: 300-400 µg
- Fiúk 9–18 év között: 600-900 µg
- Felnőtt férfiak: 900 µg
- Lányok 9–18 év között: 600-700 µg
- Felnőtt nők: 700 µg
- Terhesség alatt: 750-770 µg
- Szoptatás alatt: 1,2-1,3 mg

Hasznosulásához E-vitamin, cink és szelén szükséges. Felszívódását segíti a zöldségek kevés vízben való párolása, a rövid idejű főzés, sütés, grillezés.
A-vitamin-források:
A-vitamint a máj, vese, belsőségek, tojássárgája, tengeri halak tartalmaz.
Az A-vitamin-szükségletet a vegyes táplálkozás fedezi. A szükséglet növekedésével kell számolni a zsíremésztés, felszívódás zavarai vagy számos idegen anyag, gyógyszer fogyasztása esetén.
A-provitaminokat: a répában, spenótban, kajszibarackban, kelkáposztában, sárgadinnyében, sütőtökben, paradicsomban, sötétzöld leveles zöldségekben, pirospaprikában találunk.
Az A-vitamin (retinol formában) jellemző mennyisége 100 g élelmiszerben:

(A mennyiségek átlagértékek, amik nagyban függnek az alapanyagtól és feldolgozás módjától. Az itt feltüntetett értékek Magyarországra vonatkoznak.)
- sajtos, túrós sütemények: 5–50 μg
- vaj, margarinféleségek: 250–650 μg
- húsok, húsipari termékek: 0,3–70 μg
- májak, májkészítmények: 1500–1600 μg
- szív, vese és készítmények: 5–500 μg
- halak: 10–60 μg
- tej: 30–100 μg
- tojás: 350–600 μg

Az A-provitamin (karotin formában) jellemző mennyisége 100 g élelmiszerben:
- gabonafélék, hüvelyesek és őrleményeik, kenyerek, péksütemények: 0–1,5 mg
- száraztésztákban: 0–0,04 mg
- sajtos, túrós sütemények: 0 mg
- zöldség, gyümölcs: 0,1–12 mg (felső érték a sárgarépa)
- vaj, margarinféleségek: 0,2–0,5 mg
- húsok, húsipari termékek: nem jellemző
- halak: 0,5–2 mg
- tej: 0,005–0,1 mg
- tojás: 0,5–1,2 mg

Története:
Az 1900-as évek elején fedezte fel két kutatócsoport, egymástól függetlenül, akik tisztított fehérje és szénhidrátok adagolását (kazein, rizsliszt) vizsgálták fiatal patkányok esetén. Azt tapasztalták, hogy a növekedés megállt, majd halálhoz vezetett, ha nem adtak vajat, halolajat, tejet vagy húsokat a kísérleti állatoknak. Az ismeretlen anyagot kezdetben „zsírban oldódó A”-nak nevezték, későbbi neve lett az A-vitamin.
Érdekes megjegyezni, hogy az ókori Egyiptomban i. e. 1500 körül az orvosok a ma farkasvakságnak nevezett betegségre ökör májának fogyasztását rendelték (ami sok A-vitamint tartalmaz).

### D-vitamin

1,25-Dihidroxikolekalciferol

A kalciferol gyűjtőnév. Több azonos biológiai hatású, de kémiailag egymástól különböző anyagot jelölnek vele. A D-vitamin kifejezés két molekulára vonatkozik: az egyik az ergokalciferol (D2-vitamin), a másik a kolekalciferol (D3-vitamin). A kolekalciferol (D3-vitamin) az erősebb hatású, ez a bőrben keletkezik a napfényben lévő, 270–290 nm hullámhosszú UV-B sugárzás hatására, 7-dehidrokoleszterin jelenlétében (a D2-vitamin biológiai hatékonysága 25–30% a D3-vitaminhoz képest). Ez előbb a májban lesz 25-hidroxi-D-vitamin, majd a vesében alakul biológiailag aktív anyaggá, 1,25-dihidroxi-D-vitaminná (kalcitriol). A D-vitamin-hatású vegyületek szteroidszármazékok.
Története:
Először a csukamájolajról állapították meg, hogy gyógyítja az angolkórt, majd a napfénnyel besugárzott bőrről is megállapították ugyanezt.
Hatásai:
- az 1,25-dihidroxi-D-vitamin a vérben szabályozza a kalcium (Ca) mennyiségét
- befolyásolja a csontosodási folyamatot
- blokkolja a sejtburjánzást a rákbetegség egyes formáinál (vastagbélrák, emlőrák, prosztatarák)
- erősíti az immunrendszert (a monociták előállításához szükséges)

Egy erőteljes rákellenes gyógyszer, a tamoxifen, amit széles körben alkalmaznak petefészekrák, hólyagrák, emlőrák esetén, jobban kifejti hatását D-vitamin jelenlétében.
Vannak arra utaló jelek, hogy a leukémia és a nyirokcsomó-megnagyobbodás kezelésében is hasznos a D-vitamin szedése, de ennek igazolásához még további vizsgálatok szükségesek.
Mérése:
A 25-hidroxi-D-vitamin normál értéke a vérplazmában 27,5 nml/l. Értéke évszakos változást mutat, nyáron nagyobb, télen kisebb, a napfény mennyiségével arányosan. Erős D-vitamin-hiány esetén a vérplazma kevés kalciumot és foszfátot tartalmaz, az alkalin-foszfát viszont emelkedett értéket mutat.
Hiánya:
Gyermekekben angolkór („csontlágyulás”) lép fel, ami abból ered, hogy a csontokba nem épül be megfelelő mennyiségű kalcium. Súlyosabb esetben a csontváz deformálódik, ami csontfájdalommal és izomgyengeséggel jár. Felnőttekben a betegség orvosi neve: Osteomalacia. Csonttöréssel is járhat. Állandóan zárt helyen tartózkodó felnőttek, vagy azok, akik a szabadban a testüket teljesen elfedik (például a muszlim nők, lásd: csador) ki vannak téve D-vitamin-hiánynak, illetve az abból eredő következményeknek. Az üveg nem ereszti át az UV-fényt, így az azon keresztül érkező fény nem termel a bőrben D-vitamint. Alkalmatlan a D-vitamin pótlására a szolárium, mivel ott nagyrészt UV-A sugárzást alkalmaznak.
A szervezetben jelenlévő D-vitamin alacsony szintje kedvezőtlenül befolyásol(hat)ja több betegség lefolyását, pl.: reumás ízületi gyulladás, cukorbetegség, sclerosis multiplex, emlőrák és vastagbéldaganat.
Újabban vizsgálatok sugallják, hogy az elégtelen D-vitamin szint a bőr daganatos betegségei kialakulásának vagy kiújulásának kialakulását növelheti (egyes vizsgálatok szerint akár 60%-kal is).
Ausztrál kutatók szerint a terhesség alatti alacsony D-vitamin szint növelheti az autizmus kialakulásának valószínűségét.
D-vitamin-hiányra lehet számítani az alábbi esetekben: idős kor (a bőrben kevesebb D-vitamin jön létre napfény hatására); kevés napfény; vese- vagy májproblémák; koleszterinszint csökkentő gyógyszer szedése; kortikoszteroid tartalmú gyógyszer szedése (asztma, allergia, ízületi gyulladás); rohamoldó gyógyszer szedése (pl. phenytoin); szigorú vegetarianizmus (a növényekben kevés a D-vitamin); alkohol túlfogyasztása.
D-vitamin-források:
- tőkehalmájolaj
- olajos halak (lazac, makréla stb.)
- tojás sárgája
- máj
- margarin (csak ha hozzáadott D-vitamint tartalmaz)
- napfény (nem tartalmaz D-vitamin-t, hanem az a bőrben keletkezik)

Túladagolás:
Túlzott bevitele hiperkalcémiát okoz, ez szájszárazsággal, szédüléssel, hányással, izomgyengeséggel, ízületi fájdalmakkal és étvágytalansággal jár (anorexia), továbbá vesekő alakulhat ki. Napfénynek való túlzott kitettség nem okoz D-vitamin-mérgezést, mert a szervezet számára fölös D3-vitamin-mennyiség közömbös anyaggá alakul.
Túladagolása azt eredményezi, hogy megemelkedik a vér kalciumszintje, emiatt túl sok kalcium épül be a csontokba, az érfalakba, a tüdőbe, a szívbe, a vesékbe; ez növeli az érelmeszesedés kockázatát, vagy növekedési zavarokat okozhat.
Ajánlott napi adag:
Európában, Magyarország földrajzi szélességén nyáron elegendő napi 15 perc szabadban töltött idő a szükséges D-vitamin-mennyiség kialakulásához. Ősztől tavaszig felnőtteknek napi 2000 NE bevitele ajánlott.
A pontos mennyiség függ az étkezéssel szervezetbe jutó kalcium és foszfor mennyiségétől, a fiziológiai fejlettségtől, a biológiai nemtől, az életkortól, a napfénynek való kitettségtől és a bőr pigmentációjától.
Mellékhatás más gyógyszerekkel:
- A szervezetbe kerülő egyes idegen anyagok (ólom, kadmium), valamint egyes gyógyszerek növelik a D-vitamin-szükségletet.
- A D-vitamin elősegíti a magnézium felszívódását.
- Görcsoldók hosszabb idejű szedése elégtelen kalciumfelszívódást eredményezhet, ami csökkenti a D-vitamin hatékonyságát.

A D-vitamin (kalciferol formában) jellemző mennyisége 100 g élelmiszerben:
- gabonafélék, hüvelyesek és őrleményeik, kenyerek, péksütemények: nem jellemző
- száraztésztákban: 0–0,4 μg
- zöldség, gyümölcs: nem jellemző
- vaj, margarinféleségek: 0,5–7,5 μg
- húsok, húsipari termékek: 1–4 μg
- halak: 0,5–10 μg
- tej: 0,05–0,3 μg
- tojás: 1 μg

### E-vitaminok

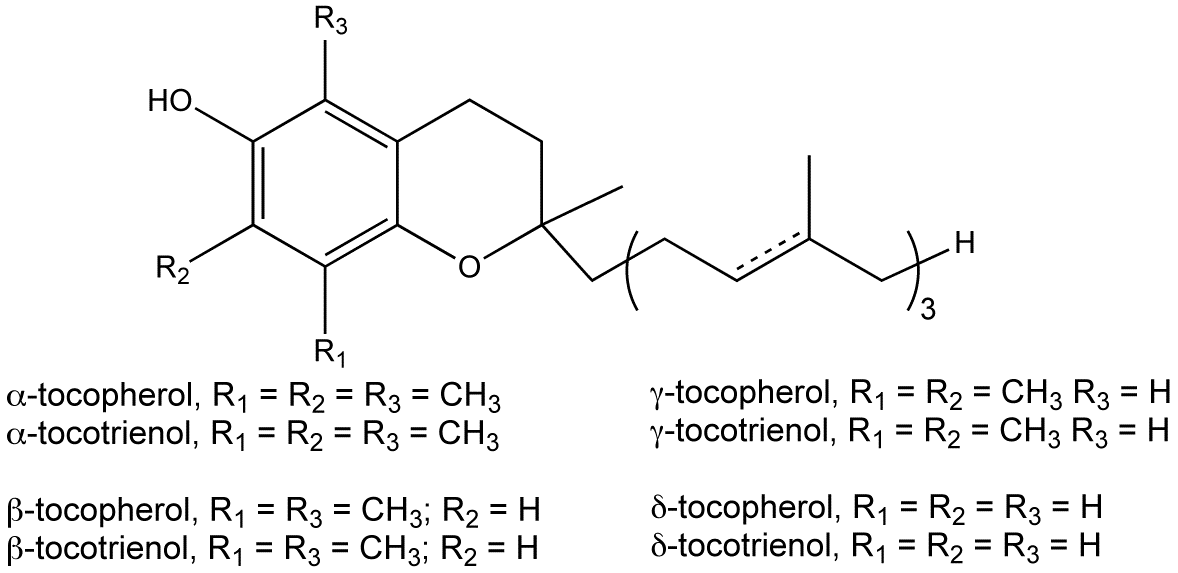
A nyolc féle E-vitamin izomer kémiai szerkezete

Tokoferol

Tokoferolok, tokotrienolok: Nyolc E-vitamin-hatású természetes vegyület ismert, amiket növények állítanak elő, ezek az alfa-, béta-, gamma- és delta-tokoferol, és az alfa-, béta-, gamma- és delta-tokotrienol. Szintetikus úton előállított észterszármazék például a tokeferol-acetát. Az alfa-tokoferol biológiai hatása a legnagyobb, ezt használják standardnak a többi vegyület hatásának mérésére, de a szervezet működéséhez a többi tokoferolra is szükség van (például a gamma-tokoferol a nitrogén-oxidok szabad gyökei ellen véd). A szintetikus E-vitamin izomerek keverékéből áll, aminek biológiai hatása 20%-80% közötti.
Hatásai:
- Antioxidáns, védi a sejthártyát és a lipoproteineket a szabad gyököktől
- Sejthártya integritásának karbantartása
- Prosztaglandin termelés szabályozása
- DNS-szintézis
- Megelőzi a szívbetegséget, illetve ha már kialakult, enyhíti annak súlyosságát
- Véd az érelmeszesedés (atherosclerosis) ellen (mivel akadályozza a „rossz koleszterin”, az LDL oxidációját, kevesebb a lerakódás az érfalakban)
- Egyes nőknél csökkenti a menzesz miatti mellfeszülést és érzékenységet
- Cukorbetegség esetén napi 400 NE szedése csökkenti a vércukorszintet
- Védi a szem vérereit és a szemlencsét a szabad gyökök támadásától, csökkenti hályog kialakulásának esélyét
- Csökkenti az általában éjszaka jelentkező izomgörcsöt a lábban (napi 200 NE, lefekvés előtt)
- Erősíti az immunrendszert, különösen idősebb korban.
- A Parkinson-kór kezelésében és megelőzésében is szerepet kaphat egyes kutatások szerint[5]

A tokoferolok könnyen oxidálódnak, miközben antioxidáns hatást fejtenek ki, így megakadályozzák a többszörösen telítetlen zsírsavak oxidációját. Antisterilitás-vitaminnak is nevezik, gyulladásgátló hatása is ismert. Újabb kutatások szerint rákmegelőző hatása is van. Alzheimer-kór előrehaladását lassítja 2000 NE szedése, de ekkora adagolás csak orvosi felügyelet mellett alkalmazható. Biológiailag a d-alfa-tokoferol a leghatásosabb.
Rákmegelőző hatás:
- E-vitamin szedése esetén a száj- és légcsőrák kialakulásának esélye a felére csökken.
- Nagy mennyiségű E-vitamin szedése esetén a vastagbélrák kialakulása férfiaknál minimális, különösen 60 év felett, akiknél ennek kockázata nagyobb (nők esetén nem tapasztalható ilyen különbség).
- Az E-vitamin véd a méhnyak- és mellrák ellen (tüdőrák ellen is nyújt valamelyest védelmet, ha a páciens nem dohányzik).

E-vitamin-források: a növényi olajok, tehát a napraforgó-, búzacsíra-, tökmag-, olíva-, sáfrányos szeklice-, kukoricaolaj, az egyéb gabonacsírák, mandula. Zöldségekben, gyümölcsökben elenyésző mennyiségben található meg, állati eredetű élelmiszerben egyáltalán nem.
A vegyes táplálék E-vitamin-tartalma nagymértékben függ az elfogyasztott zsír mennyiségétől és minőségétől (állati zsír, vagy növényi olaj). A többszörösen telítetlen zsírsavakban gazdag étrend mellett nagyobb az E-vitamin-bevitel, pl. 1 g többszörösen telítetlen zsírsav 0,5-0,8 mg-mal növeli azt.
Újabb kutatási eredmények alapján jelentős különbség van az alfa- és a gamma-tokoferol között. Az önmagában szedett alfa-tokoferol kiüríti a szervezetből a gamma-tokoferolt és gátolja a K-vitamin hatását. A gamma-tokoferol szedésének fontosságát viszont rengeteg vizsgálat igazolja, különösen, ha az alfa-tokoferol szintje magas. A gamma-tokoferolnak valóban van rákellenes és gyulladáscsökkentő hatása, míg az alfa-tokoferolnak igazából nincs. A mesterséges E-vitamin többnyire alfa-tokoferol. (Ellenőrizni kell a vitaminkészítmény apró betűs hatóanyag-táblázatát!) (Forrás: Szendi Gábor; Az E-vitamin fontosságáról).
Hiánya:
- Mérsékelt hiánya nem okoz jellemző tüneteket.
- Normál táplálkozás mellett hiánya nem fordul elő.
- Zsírfelszívódási, és epekiválasztási zavarok esetén E-vitamin-hiány lép fel. Ez gyermekekben már kétéves kor előtt idegi károsodással járhat, ha az E-vitamint nem pótolják!
- Létezik egy genetikailag öröklődő betegség (AVED - ataxia with vitamin E, korábbi rövidítése: FIVE - familial isolated vitamin E deficiency), aminek révén az E-vitamin fontosságát felfedezték. Az ilyen betegeknek napi 800–1200 mg alfa-tokoferolt adnak, amivel megelőzhető az idegi károsodás.
- Nagyobb mértékű és hosszú ideig fennálló hiánya vérszegénységet, meddőséget, izom- és idegsorvadást okoz (különösen a gerincvelő idegeiben és a szem retinájában). 3-4 éves gyermekeknél az ín-reflex az átlagnál gyengébb. Fiatal felnőtteknél az idegrendszerre gyakorolt hatás miatt a tapintás- és fájdalomérzet gyengül, a járás bizonytalanná válik, koordinációs zavar lép fel és gyenge szemmozgás.
- Rákos betegekben alacsony az E-vitamin szintje, és az is ismert, hogy a magas E-vitamin-szint kevesebb rákos megbetegedéssel jár együtt. Ennek oka az lehet, hogy az E-vitamin csökkenti a szabad gyökök mennyiségét, amik egyébként rák kialakulásához vezetnének.
- Festékes szemideghártya-gyulladás (Retinitis pigmentosa) általában E-vitamin-hiánnyal jár együtt. Vérvizsgálat szükséges az E-vitamin-hiány kimutatásához.

Hiány léphet fel:
- cisztás fibrózis vagy egyéb zsírfelszívódási zavar
- májbetegség,
- abetalipoproteinémia
- Crohn-betegség
- zsírszegény, kalóriaszegény étrend
- koleszterinszint-csökkentő gyógyszerek szedése esetén
- magas hőhatás, oxigén, vas, klór, fény, fagyasztás hatására mennyisége csökken az élelmiszerekben

Már kevés E-vitamin szedésével is (5–25 NE/nap) a tünetek enyhíthetők.
Túladagolás:
Tünetei: fejfájás, szédülés, izomgyengeség, kettős látás, a kreatin nagyobb mennyisége a vizeletben, emésztési zavarok. Túladagolásnak számít az elfogyasztott táplálék 1 kg-jára eső 900 mg bevitele. (Ez az ajánlott minimális adagnak kb. 100-szorosa!) Túlzott bevitele (több ezer NE) csökkenti az A-, D- és K-vitamin felszívódását.
Ajánlott napi adag: Az elfogyasztott többszörösen telítetlen zsírsavak mennyiségétől függően nőknél 6 mg, férfiaknál 8 mg (1 gramm többszörösen telítetlen zsírsavhoz 0,4 mg alfa-tokoferolt számítanak). Az átlagos mennyiséget fedezi például 20 g zabpehely, vagy egy marék olajos mag. (1 mg = 1,49 NE).
Ez az abszolút minimum, amit mindenképpen fogyasztani kell, de a napi ajánlott mennyiség inkább 100-400 NE. (táplálékkal ennyit képtelenség bevinni a szervezetbe). Bár zsírban oldódó vitaminról van szó, a B- és C-vitaminokhoz hasonlóan viszonylag gyorsan kiürül a szervezetből.
A természetes E-vitamint növényi olajokból vonják ki, rendszerint szójababból vagy pórsáfrányból. Az ilyen vitamin előállítása drágább, mint a mesterségesé, de hatásosabb a szervezet számára. A természetes eredetű E-vitamin jelölése a doboz címkéjén: „d-alpha-tocopherol”, míg a szintetikusé: „dl-alpha-tocopherol”!
Kiegészítőként létezik „nedves” és „száraz” formában: a „nedves” forma gyakorlatilag olajból áll, az E-vitamin acetáthoz van kötve; a „száraz” formában borostyánkősavhoz. (Mindkettő gyenge sav, és a szervezetben is megtalálhatók - az oxigénnel való reakció megakadályozására alkalmazzák őket.) A „nedves” forma jobban felszívódik.
Mellékhatás más gyógyszerekkel:
- vérhígító készítmény szedése mellett, orvosi vélemény hiányában nem szabad E-vitamint fogyasztani, mert vérzést idézhet elő.
- A szervetlen vas (vas II-szulfát) fogyasztásakor tönkremegy az E-vitamin, ezért ha lehet, csak a szerves formát (vas II glukonát, citrát) szedjük! Vas-szulfát szedése esetén az E-vitamint legalább 8 órás eltéréssel kell bevenni.
- Szelénnel együtt alkalmazva tovább marad a szervezetben és jobban kifejti hatását. (25 µg szelén 200 NE E-vitaminhoz).

Az E-vitamin (tokoferol formában) jellemző mennyisége 100 g élelmiszerben:
- gabonafélék, hüvelyesek és őrleményeik, kenyerek, péksütemények: 0,1–12 mg
- száraztésztákban: 0–0,6 mg
- sajtos, túrós sütemények: 0,05–1 mg
- diós, mákos sütemények: 0,3–3 mg
- zöldség, gyümölcs: 0–3 mg
- vaj, margarinféleségek, szalonna, növényi olaj: 0,5–84 mg
- húsok, húsipari termékek: 0,5–2,5 mg
- halak: 0,2–3,5 mg
- tej: 0,1-1,6 mg
- túrók, sajtok: 0–1 mg
- tojás: 0,5-1,5 mg

### F-vitamin
Zsírban oldódó telítetlen zsírsavak. Az esszenciális zsírsavakat régen a vitaminok közé sorolták. Az emberi szervezet azonban nagy mennyiségben igényli ezeket az anyagokat, ami ellentmond a vitamin jelenleg érvényes definíciójának, ezért ez a vegyületcsoport már nem tartozik a vitaminok közé. Hozzájárul a koleszterinszint csökkentéséhez.
A telítetlen zsírsavak segítik a telített zsír lebontását (2:1 arányban fogyasztva). Nagyobb szénhidrátfogyasztás növeli az F-vitamin-szükségletet.
Források:
Növényi olajok: búzacsíraolaj, lenmagolaj, napraforgóolaj, pórsáfrányolaj, szójaolaj, földimogyoróolaj. Diófélék: földimogyoró, napraforgómag, dió, pekán dió, mandula, avokádó.
100–150 mg-os kapszulában fogyasztják. Túladagolás esetén nincs mérgező hatás, de súlygyarapodás felléphet.

### K-vitamin

K_{1}-vitamin = fillokinon
K_{2}-vitamin = menakinon

A természetben két változata fordul elő: fillokinon (más néven: fitonadion) (K1), amit a zöld növények, valamint a menakinon homológok (K2), amelyeket a bélbaktériumok szintetizálnak. További változatai szintetikusan előállított vitaminhatású vegyületek, amelyek tulajdonképpen vitamin prekurzorok.
Ilyen a menadion (K3), menadiol (K4) és 2-metil-4-amino-1-hidroxinaftalin (K5).
Hatásai:
- A K-vitamin segíti a gamma-karboxi-glutaminsav (Gla) előállítását a májban. A Gla alapvető összetevője a prothrombinnak (faktor II) és más, véralvadásban szerepet játszó tényezőknek (VII, IX és X).
- A K-vitamin a véralvadáshoz nélkülözhetetlen összetevő.
- Gla-t tartalmazó egyéb proteinek előállításához is K-vitamin szükséges. Ezek között van a csontmész (osteocalcin).

Hiánya:
- A legárulkodóbb jel, hogy a legkisebb sérülés esetén is a vérzés lassan áll el.
- A bőrt ért kisebb horzsolás is nagy feketés-kék nyomot hagy.
- Orrvérzés; vagy vér a vizeletben.
- K-vitamin-hiányra utal a lassú véralvadás és az alacsony prothrombin aktivitás.
- Az újszülöttek bélrendszere steril, szervezetük kevés K-vitamint tárol, ezért születés után K-vitamin-injekciót kapnak a vérzékenység elkerülésére.
- Felnőttekben ritka a K-vitamin-hiány, de sárgaságban az epehiány miatt előfordul.
- A véralvadás gátlására szedett warfarin és dikumarol blokkol néhány enzimet, amik a májban a K-vitamin-függő alvadási faktorok előállítását végzik.
- Antibiotikum hosszú idejű (több hetes) szedése K-vitamin-hiányt idézhet elő.
- Májbetegség K-vitamin-hiányt idézhet elő.
- Crohn-betegség esetén fellép.
- Egyes koleszterinszint-csökkentő gyógyszerek szedése esetén.
- Csontritkulást okozhat (osteoporosis).

A fentebb leírt állapotok vagy tünetek észlelése esetén véralvadási időt kell mérni és prothrombinszint-vizsgálatot kell kérni az orvostól. Ha az eredmények K-vitamin-hiányt jeleznek, további vizsgálatok szükségesek az ok kiderítésére.
Túladagolás:
A K-vitamin túlzott bevitele általában nem jár mérgezési tünetekkel, de 100 μg-nál nem szabad többet bevenni, mert májkárosodást okozhat. Szintetikusan előállított K3-vitamint (menadion) használnak koponyán belüli és tüdővérzés esetén koraszülötteknél, ilyen esetekben előfordulhat, hogy a túladagolás a máj és az agy mérgezésével jár.
A véralvadás gátlására szedett warfarin és egyéb gyógyszerek mellett nem szabad K-vitamint tartalmazó kiegészítőket szedni, mert akkor a gyógyszer nem fejti ki a hatását.
Ajánlott napi adag: 
Nincs egyetértés a mennyiséget illetően, mert a hiányát nehéz előidézni. A javasolt adag 0,5-1,0 μg per kg/nap. Amerikai tanulmányok alapján az ajánlott mennyiség csecsemőknek 2 μg/nap, gyerekeknek 30-75 μg/nap, és 70-100 μg/nap felnőttek számára.
Az ember K-vitamin-szükségletét a táplálék K1-vitaminja és a bélbaktériumok által előállított K2-vitamin kb. fele-fele arányban fedezi. Normális bélflóra és vegyes táplálkozás esetén a szervezet K-vitamin-ellátottsága megfelelő. A K-vitamin 10-70%-a szívódik fel.
K-vitamin-források: 
Sötétzöld leveles zöldségek, például spenót, brokkoli, fejes saláta, fejes káposzta, kelkáposzta, növényi olajok (különösen a szójaolaj), máj, lucerna. A tojás, a tej és a hús keveset tartalmaz belőle.
Egy csésze zöld tea 16 μg K-vitamint tartalmaz.
Főzéskor nagyon kevés megy veszendőbe a K-vitaminból.
Mellékhatás más gyógyszerekkel:
Nagy adagolású E-vitamin befolyásolja a K-vitamin felszívódását.

#### K2-vitamin
A K2-vitamin a K-vitamin egyik fajtája. Fontos szerepe van a csontsűrűség egészséges szinten tartásában és a szív- és érrendszeri betegségek megelőzésében.

## Vízben oldódó vitaminok
A vízben oldódó vitaminok közös jellemzője, hogy az emberi szervezet nem képes őket sokáig tárolni, ezért gyakorlatilag minden nap pótolni kell őket. A vitamin nem hasznosuló része a vizelettel távozik. Ugyanebből az okból a túladagolás veszélye nem áll fenn, azonban hiánybetegség kialakulhat.

### B-komplex
| Szám | Megnevezés                        |
| ---- | --------------------------------- |
| B1   | Tiamin                            |
| B2   | Riboflavin                        |
| B3   | Niacin                            |
| B5   | Pantoténsav                       |
| B6   | Piridoxin, Piridoxál, Piridoxamin |
| B7   | Biotin                            |
| B9   | Folsav                            |
| B12  | Kobalamin                         |

B-komplexnek nevezzük a teljes B-vitamin-csoportot, amelybe az összes B-vitamin-módosulat beletartozik. A szervezetnek mindegyik B-vitaminra szüksége van, az egyik nem helyettesíti a másikat.
A „B” betű utáni, alsó indexben lévő számok kialakulása:
Az elsőnek felfedezett vitamint „A”-nak nevezték, majd a következőnek a „B-vitamin” nevet adták. Ezután a riboflavint fedezték fel, így az addigi „B-vitamin” nevet megváltoztatták „B1”-re, és a riboflavin lett a „B2”. 1926-ban a rendszer bonyolultabbá vált, mert rájöttek, hogy a B1 az valójában két vitamin, tiamin és niacin. A tiamin megtartotta a B1 nevet, a B2 már foglalt volt, így a niacin neve B3 lett. Ahogy a vitaminok kutatása folytatódott, a tudósok több anyagról azt gondolták, hogy egy újabb B-vitaminról van szó. Némelyikről kiderült, hogy megegyezik egy már meglévő vitaminnal, míg másokról kiderült, hogy nem is vitaminok. Utóbbiak a fantomnevekkel rendelkezők, a listából hiányzó sorszámú „vitaminok”, amikről ma már tudjuk, hogy nem vitaminok (B4, B8, B10, B11). A szakemberek az egyértelműség érdekében előnyben részesítik az egyedi nevek használatát.
A „nem hivatalos” B-vitaminok a vitaminokhoz hasonló hatást fejtenek ki, de nem nevezik őket vitaminnak, mert bizonyos mértékig a szervezet is elő tudja őket állítani, ezért pótlásukra általában nincs szükség. Ezek: a kolin, az inozitol, a PABA (para-aminobenzo-sav) és a liponsav. A liponsav segíthet a cukorbetegség kezelésében. PABA megtalálható a fényvédő szerekben. Az inozitol és a PABA pótlása inkább káros.
Mivel a legtöbb B-vitamin az élelmiszernek energiává való alakításában vesz részt, ezért a B-vitaminokra a bevitt energiával arányosan van szükség.
A sörélesztő az összes B-vitamint tartalmazza.
A fény tönkretesz egyes B-vitaminokat (különösen a riboflavint), ezért ezek fénytől védve tárolandók. A piridoxin (B6-vitamin) fagyasztás hatására tönkremegy.
B-vitaminok szedése módosíthatja bizonyos gyógyszerek hatását, ezért orvosi konzultáció szükséges a B-vitaminok szedéséről krónikus betegségek, például Parkinson-kór és epilepszia gyógyszeres kezelése esetén.
A tekintélyes New England Journal of Medicine c. orvosi lapban 1995-ben közölt tanulmány szerint a vérben lévő megemelkedett homociszteinszint az erekben lerakódást okoz, ami valószínűbbé teszi a szívinfarktust. Három B-vitamin, a folsav (B9-vitamin), a piridoxin (B6-vitamin) és a kobalamin (B12-vitamin) magas szintje a szívinfarktus veszélyét a felére csökkentette. Ugyanez a három B-vitamin az immunrendszert erősíti, ezáltal a szervezet jobban ellenáll a fertőző betegségeknek. Egy esetleges fertőzés miatt kialakult betegségből való kilábalást azonban nem gyorsítják meg.
60 év fölötti felnőttek esetén B-vitaminok pótlására van szükség, mert szervezetükben az életkorral egyre romló vitaminfelszívódás miatt B-vitamin-hiány alakul ki, ami feledékenységhez, zavarodottsághoz, depresszióhoz vezet. Szervezetükből különösen a tiamin, a folsav, a kolin és a kobalamin hiányzik, ezeket B-komplex szedésével érdemes pótolni.

#### B1-vitamin

Tiamin

A B1-vitamin vagy tiamin: színtelen, vízben jól oldódó, hőre érzékeny, kristályos vegyület. Jellegzetes, csípős illata van. Jelentős szerepe van a szénhidrát-anyagcserében, miután a piroszőlősav dekarboxilezését végző enzim koenzimje, energiát generál, segíti a szénhidrátok elégetését, valamint létfontosságú szerepet tölt be az idegrendszer, az izmok és a szív normális működésében. Neve a „kén” jelentésű görög thio- előtagot tartalmazza, mert a bonyolult molekulában egy kénatom is található. Az állatok és az ember szervezete nem tudja előállítani, a növények igen.
Hatásai:
- Piruvát → acetil-koenzim átalakulásban vesz részt a citromsav ciklusának belépési pontjánál
- Alfa-ketoglutarát → szukcinil-koenzim-A átalakulás, a citromsav ciklusának felénél
- Transzketoláz reakciók a hexóz-monofoszfát söntnél
- Aminosavak láncreakciójában való részvétel: leucin, izoleucin, metionin, valin
- Szükséges a zsír, a szénhidrátok és az alkohol átalakulásához

B1-vitamin-források:
Gabonafélék, teljes kiőrlésű liszt, élesztő, pillangósok (bab, borsó, lencse stb.), diófélék, húsok, zöldségfélék, narancs, mazsola, aszparágusz, karfiol, burgonya, barna rizs, tej, máj.
Hatását csökkenti:
Alkohol; a teában található csersav. Sok főzővíz, szódabikarbónával való főzés, húsok túlsütése vagy túl magas hőmérséklet. Szulfitok, amiket egyes tartósítószerek tartalmaznak (éttermekben, közétkeztetésben, salátabárokban fordulhat elő az ilyen szulfitok alkalmazása).
Hiánya:
Súlyos tiaminhiány megjelenése lehet a beriberi betegség vagy a Wernicke–Korszakov-szindróma.
Túladagolás:
3 g/nap feletti adag tartós szedése mérgezési tüneteket vált ki (ez az ajánlott napi adag 2000-szerese); fejfájás, ingerlékenység, álmatlanság, gyengeség, tachikardia (sűrű szívdobogás), viszketés. Gyakori nagy adagok bevétele allergiás reakciókat válthat ki.
Ajánlott napi adag:
1,5 mg. Nagy energiabevitel mellett legfeljebb 2 mg (0,5 mg/1000 kalória).
A tiaminszükséglet a szénhidrátbevitellel függ össze, a gyakorlatban az energiabevitellel számolnak. Felnőttek számára 0,125/1000 kJ tiamin bevitele ajánlott, ami legalább 1 mg tiamint jelent naponta. Az idős emberekben a rosszabb tiaminfelhasználás miatt 1 mg/nap bevitel javasolt még akkor is, ha energiabevitelük kisebb mint 8 MJ/nap.
A hiánybetegség a tejsav és a piroszőlősav felhalmozódását okozza a szervezetben, neuraszténiás tünetekkel, étvágytalansággal jár, szívgyengeség és keringési elégtelenség léphet fel. Ennek eredménye a fáradtság, a gyengeség, a depresszió, valamint egyes bélrendszeri problémák.
Felfedezésének története:
A 19. században a betegséget fertőző eredetűnek gondolták, mert a gyarmatokon tömegesen jelentkezett. A tünetek előterében a perifériás idegek gyulladása áll, amely izomsorvadáshoz és bénuláshoz vezet.
Christiaan Eijkmann holland katonaorvos Indonéziában felfigyelt arra, hogy a katonai kórház udvarán tartott tyúkok, amelyek a száraz beriberihez hasonló tüneteket mutattak, egyik napról a másikra meggyógyultak. Az ok után kutatva kiderítette, hogy a tyúkok táplálkozását megváltoztatták. Addig a foglyok által is fogyasztott hántolt rizst ették, gyógyulásukat az idézte elő, hogy takarékossági okokból az olcsóbb hántolatlan, barna rizst kapták. Jávai börtönökben az 1890-es években Adolphe Vorderman (Eijkman barátja) észrevette, hogy a beriberi előfordulása összefüggésben van a fehér, hántolt rizs fogyasztásával, míg a barna, hántolatlan rizs fogyasztása esetén a betegség nem jelentkezik. Eijkmann kísérletet végzett feltevése igazolására, és bebizonyította, hogy a rizs héjában levő anyag hiánya a felelős a beriberi kialakulásáért. Ezt az anyagot ellenméregnek gondolta. Eijkmann 30 évvel később Nobel-díjat kapott, amikor Funk felfedezése nyomán a B1-vitamin fogalmát megismerte a világ.
A B1-vitamin (tiamin formában) jellemző mennyisége 100 g élelmiszerben:
- gabonafélék, hüvelyesek és őrleményeik, kenyerek, péksütemények, száraztészták: 30-800 μg
- zöldség, gyümölcs: 15-300 μg
- dió, olajos magvak: 100-2020 μg (felső érték a napraforgó)
- vaj, margarinféleségek, olaj, szalonna: 0-30 μg
- húsok, húsipari termékek, máj, szív, vese: 80-800 μg
- halak: 20-100 μg
- tej: 50-180 μg
- tojás: 50-150 μg

#### B2-vitamin

Riboflavin

A riboflavin két koenzimből áll, ami mindkettő oxidáló ágens, ezek: a flavin-mononukleotid (FMN) és a flavin-adenin-dinukleotid (FAD). Ezeket flavoproteinek tartalmazzák, amik több oxidáló-redukáló anyagcsere-folyamatban részt vesznek.
Hatásai:
- normál növekedés biztosítása
- szteroidok, vörösvérsejt és glikogén előállítása
- nyálkahártya, bőr, szemek, köröm, haj, idegrendszer karbantartása
- a vas felszívódásának elősegítése
- az idősek memóriáját javíthatja
- a migrén kellemetlen tüneteit csökkentheti 400 mg adagolása
- csökkenti a szürkehályog kialakulását

Hiánya:
- a száj nyálkahártyájának sérülése (például szájszélberepedés), a nyelv gyulladása, a genitáliák bőrének sérülése, ekcéma, szaruhártya keringési zavara
- gyakran más táplálkozásbeli hiánybetegség alakul ki, pl. pellagra
- állatokkal végzett kísérletek szerint az újszülöttek növekedése csökkent mértékű
- súlyos hiány kialakulása valószínűtlen Európában, de időseknél, anorexia nervosa betegeknél, krónikus fogyókúrázóknál előfordul
- Sportolóknál kialakulhat sok izomgyakorlat végzése esetén.
- Cukorbetegség esetén a vese túl sok riboflavint választ ki.
- Terhesség, szoptatás: a vitamin egy részét a magzat kapja meg.
- Idős embereknél a felszívódás rosszabb, vagy a táplálékból hiányzik.
- Szigorú vegetáriánus étrend mellett hiány léphet fel.
- A hosszan tartó, széles spektrumú antibiotikum-kezelés elpusztítja a bélflórát, így riboflavinhiány állhat elő.
- A szervezet kis mértékben tárolni képes (a vesében és a májban), ezért hiánya csak 3-4 hónap alatt alakul ki.

Túladagolás:
Túladagolása valószínűtlen, mivel a bevett adagnak csak kis része szívódik fel. Nem mérgező. A vizeletet sárgára festi.
Ajánlott napi adag:
Férfiaknak 1,3 mg (19–50 éves kor között). Nőknek terhesség alatt napi 1,4 mg, szoptatás alatt napi 1,6 mg ajánlott, egyébként 1,1 mg. Nagy energiabevitel mellett legfeljebb 2 mg (0,6 mg/1000 kalória). Étkezés után kell bevenni.
Források:
Tojás, tej és tejtermékek (pl. sajt, joghurt), hús, máj, vese, halfélék, élesztőkivonat, sötétzöld leveles zöldségek, brokkoli, spenót, avokádó, gombák, aszparágusz.
Hatását csökkenti:
- A fogamzásgátló tabletta csökkenti a riboflavin hatását
- Ultraibolya fényben elbomlik
- a napfénynek kitett tejben 4 óra alatt 70%-a elbomlik
- A zöldségek főzéséhez adagolt szódabikarbóna
- Antidepresszáns tabletta
- Rák kezelésében alkalmazott kemoterápia
- Egyes malária elleni szerek (pl. kinakrin)
- Alkoholfogyasztás

Az enzimek a piroszőlősav, zsírsavak és az aminosavak oxidatív lebontását végzik, fontos szerepet töltenek be a szöveti légzésben és méregtelenítésben. A szervezetünkben a tápanyagmolekulák végoxidációjában játszik szerepet, a lehasadó hidrogénatomokat felvevő és továbbvivő enzimek alkotó része. Az ember bélflórája is termel riboflavint, ezért hiánytünetek ritkán fordulnak elő. Közrejátszhat az ízületi gyulladás kialakulásában is. Életkortól függetlenül 0,15 mg/1000 kJ riboflavin bevitele ajánlott, ami idős korban nem lehet kevesebb mint 1,2 mg/nap.

#### B3-vitamin
A B3-vitamin, niacinamid (nikotinamid), nikotinsav, niacin. A nikotinamid megnevezést manapság nem használják, mert összetéveszthető a dohányban lévő nikotinnal, pedig nincs kapcsolat a két vegyület között.
A niacinamid és a nikotinsav megtalálhatók az ételekben, de fiziológiai tulajdonságaik különbözőek. Összefoglaló nevük a niacin. A szervezetben lévő niacinnak körülbelül 50%-a szintetizálódik a triptofán nevű aminosavból. 60 mg triptofán egyenlő 1 mg niacinnal (ezt a mennyiséget nevezik niacin-ekvivalensnek: NE).
Hatásai:
- A niacinamid beépül a nikotinamid-adenin-dinukleotid (NAD) és nikotinamid-adenin-dinukleotid-foszfát (NADP) piridin-nukleotid koenzimekbe. A koenzimek számos redoxi folyamatban vesznek részt, többek között a glikolízis, a zsírsav-átalakulás, a szövetlégzés és a méregtelenítés folyamatában.
- Összességében több mint 50 kémiai folyamatban vesz részt.
- Antioxidáns hatása van (de ez a hatás nem olyan erős, mint mondjuk a C-vitaminé).
- Csökkentheti a vérben a magas LDL-koleszterin és triglicerid szintet (végső soron a szívinfarktus veszélyét).

B3-vitamin-források:
Marhahús, disznóhús, csirkehús, halfélék, teljes kiőrlésű gabona, diófélék, tojás, tej, sajt.
Hatását csökkenti:
A főzéssel járó hőt bírja, de mivel vízben oldódik, ezért a kiöntött főzővízzel egy része veszendőbe megy.
Hiánya:
A B3-vitamin hiánya a pellagra nevű betegséget okozza, aminek három jellemző tünete:
- Dermatitisz: a napnak kitett bőr begyullad, repedezik, hámlik. A nyak körül jellegzetes „Casal-gallér” jön létre.
- Hasmenés, gyakran begyulladt nyelvvel jár együtt.
- Demencia: az enyhe zavarodottságtól kezdve a kényszeres mániákig és kórházi kezelést igénylő pszichózisokig terjed a lista.

A B3-vitamin-hiányos betegség előfordulása ritkának mondható, de Afrika egyes részein előfordul. Alkohol-túlfogyasztás csökkenti a B3-vitamin (és egyéb vitaminok) felszívódását. Kevesebb fehérjét fogyasztó vegetáriánusoknál B3-vitamin-hiány léphet fel. Számukra B-vitamin komplex szedése ajánlott.
Túladagolás:
Napi 200 mg nikotinsav értágulást és kipirulást okoz. Nagyobb adag a mélyebben fekvő szövetek tágulatához, fejfájáshoz, alacsony vérnyomáshoz vezethet. 1-2 g/nap adagolást alkalmaznak hipertrigliceridémia (megemelkedett trigliceridszint) és hiperkoleszterolémia (magas koleszterinszint) esetén. Nagyobb adagok (3-6 g/nap) visszafordítható májkárosodást okoznak, megváltoztatják a szénhidrát-toleranciát és a húgysav kiválasztást.
Mellékhatások más gyógyszerekkel:
Májbetegség, cukorbetegség, fekély, köszvény, magas vérnyomás gyógyszeres kezelése esetén a gyógyszerek hatását módosíthatja, a páciens állapotán ronthat, ezért ilyenkor niacin csak orvosi felügyelettel alkalmazható!
Ajánlott napi adag:
13 mg, 2000 kalória energiabevitelt feltételezve. Terhesség és szoptatás alatt: 17–20 mg B3-vitamin. Egészséges táplálkozás mellett a niacin pótlására nincs szükség.
Érdekesség:
A dél-amerikai indiánok kedvelt tápláléka a kukorica, ami kevés niacint és triptofánt tartalmaz, az indiánok mégsem betegedtek meg pellagrában. Ennek oka, hogy a kukoricát fogyasztás előtt vízben áztatták és fahamut kevertek hozzá (ezzel enyhe lúg jött létre). Ebben a keverékben a kukorica kemény héja megpuhult és könnyen eltávolíthatóvá vált. Az alapanyag és az étel magyar neve: puliszka. Az így elkészített kukoricából jobban felszabadult és felszívódott a niacin és a triptofán is, így nem alakult ki hiánybetegség.
Tortilla készítéséhez mészvizet használnak, a rá jellemző magas pH szintén kioldja a niacint, ezért fogyasztásával nem lép fel niacinhiány.
Ha a felfedezők az amerikai indiánoktól a kukoricával együtt annak elkészítési módját is magukkal hozták volna Európába a 16. században, nem törtek volna ki pellagrajárványok.
A niacin a szöveti redoxi-folyamatokban részt vevő koenzimek alkotórésze. Az elfogyasztott táplálék minden 1 MJ energiájára 1,6 mg niacinekvivalens-bevitel ajánlott (felnőtteknek kb. 16 mg/nap). A szükségletek megállapításánál figyelembe kell venni a triptofánból történő képzést: 60 mg triptofánból 1 mg nikotinamid képződik, az átalakulás piridoxint, tiamint, riboflavint igényel. Ezért a niacin-szükségletet – a triptofánból történő átalakulást figyelembe véve – niacinekvivalensben szokták megadni: 1 mg niacinekvivalens = 1 mg nikotinsav = 60 mg triptofán. Megjegyzendő, hogy a legtöbb esetben a vitaminkészítményekben a niacin helyett niacin-amidot találunk, amely egyes vélemények szerint a szervezet számára nem kellően helyettesíti a vitamint. A niacin-amidot azért fejlesztették ki, hogy kiküszöböljék az allergén reakciónak hitt bőrvörösödést, amit a niacin okoz, de a niacinamid nem. Lásd a bővebb niacin cikket.

#### B4-vitamin
Az adenint ma már nem tekintik vitaminnak.

#### B5-vitamin
B5-vitamin, pantoténsav.

Pantoténsav

Neve a görög pantothenből származik, aminek jelentése: „minden oldalról”. Nevét onnan kapta, hogy a pantoténsav minden élelmiszerben megtalálható.
Hatásai:
- A pantoténsav a koenzim-A (CoA) része, és mint ilyen, részt vesz a citromsavciklusban
- A pantoténsav-származék 4′-foszfopantetein része az acilhordozó fehérjének
- Szénhidrát és lipid előállításában alapvető szerepe van
- Vörösvérsejt előállításában való részvétel
- D-vitamin előállításához szükséges
- Egyes hormonok előállítása

Kutatások szerint a pantetin hatásos lehet a magas koleszterin- és trigliceridszint csökkentésében, de ennek megállapításához további vizsgálatok szükségesek.
Nem igazolt hatások:
Az immunrendszer felturbózása, őszülés, hajhullás, öregedés megszüntetése, ízületi gyulladás gyógyítása, allergiák kezelése.
Hiánya:
Spontán pantoténsavhiányról nincs jelentés. Lehetséges kiváltani hiányt extrém étkezési szokásokkal vagy ω-metipantotenikus sav adagolásával, ami pantoténsav-antagonista. A második világháború alatt a Távol-Keleten lévő, rosszul táplált hadifoglyok esetén előfordult pantoténsavhiány, ennek fő tünete volt az „égő talp” érzete. Ez pantoténsav adagolására megszűnt. További tünetek: depresszió, fáradtság, hányás, izomgyengeség. Pantoténsavhiány felléphet krónikus alkoholistáknál (más vitaminok hiányával együtt).
Naponta 1–15 mg távozik a vizelettel.
Túladagolás:
Nincs specifikus tünete. Nagy adagolás (napi 1-10 gramm) hasmenést okozhat. A fölösleg a vizelettel távozik.
Mellékhatások más gyógyszerekkel:
Parkinson-kór kezelésére adagolt levodopa esetén nem szabad pantoténsavat szedni, mert az csökkenti a levodopa hatását.
Ajánlott napi adag:
Nincs közmegegyezés, de napi 4–6 mg adagolása biztonságos. Az amerikai ajánlás 10 mg/nap.
B5-vitamin-források:
Élesztő, állati belsőségek, földimogyoró, bab, teljes kiőrlésű gabona, hús, tojás, tej, zöldségfélék, paradicsom, burgonya, brokkoli.
A többi B-vitaminhoz hasonlóan a pantoténsav jelentős része is elvész a lisztté őrlés és a további feldolgozás során (tészta, kenyér, rizs). A fagyasztott hús felolvasztása során a pantoténsav-tartalom fele elvész.
A pantoténsav egyik megjelenési formája a pantodermnek nevezett anyag, amit bőrápoló krémekben alkalmaznak. Ez enyhíti a vágások, kidörzsölések, kisebb leégések hatását.
A β-alanin 1,3-dihidroxi-2,2-dimetilvajsavval acilezett származéka, az intermedier anyagcserében kulcsfontosságú koenzim-A alkotórésze.
Szerepe van az energiahordozó szénhidrátok lebontásában, zsírsavak szintézisében és bontásában, a különböző szterolok, szteroid-hormonok, porfirinek szintézisében.
Emberben valódi hiánytünetek vegyes táplálkozás mellett nem lépnek fel, bár a pantoténsav-szükséglet nem tisztázott kellőképpen. A fizikai erőkifejtés és a stresszhelyzetek növelik a szükségletet. Feltehetően a bélbaktériumok termelte pantoténsav is hasznosul a szervezetünkben. Az anyatejben kb. 2 mg/l pantoténsav van.

#### B6-vitamin

B6-vitamin

A B6-vitaminnak háromféle természetes formája van: piridoxin, piridoxál és piridoxamin. Az emberi szervezetben ez a három vitamer egymásba át tud alakulni, tehát ilyen szempontból egyenrangúak. (a „piri-” előtag a görög pyro-ból ered, aminek jelentése: „tűz”. A vegyület onnan kapta a nevét, hogy az igen gyúlékony piridin nevű folyadékból állítják elő).
Hatásai:
A három vitamer átalakulhat piridoxál-5-foszfáttá, ami aminosav előállításban vesz részt. Ezek a reakciók:
- Aminosavak transzaminációja ketosavak és nem-alapvető aminosavak előállításához
- Dekarboxiláció a biológiailag aktív aminokhoz, pl. neurotranszmitterek (adrenalin, noradrenalin, szerotonin és gamma-aminovajsav) és hisztamin
- Porfirin-szintézis, köztük a hemoglobiné
- Folsavval és kobalaminnal együtt alkalmazva a piridoxin csökkenti a szívbetegségek kockázatát.
- Csökkentheti a magas vérnyomást és az asztmás tüneteket.
- Erősíti az immunrendszert (a többi B-vitaminnal együtt alkalmazva).
- A B-vitaminok között egyedi azzal a tulajdonságával, hogy a fehérjék, a lipidek és a szénhidrátok átalakításában is részt vesz.

A B6-vitamin részt vesz továbbá a glikogén glükózzá alakításában az izmokban, a triptofán niacinná (B3-vitamin) alakításában, és Hormonok átalakításában.
Az aminosavak feldolgozásában való fontos szerepe miatt a B6-vitamint fehérjével együtt célszerű bevenni.
Hatását csökkenti:
A fagyasztás akár 70%-kal csökkentheti a B6-vitamin-tartalmat, továbbá a nagy mennyiségű főzővíz miatt egy része veszendőbe mehet. Érdemes friss zöldségeket és kevés vízben főzni.
Hiánya:
A B6-vitamin komoly hiánya ritkán fordul elő. Az Egyesült Királyságban utoljára 1954-ben fordult elő, hogy gyártási hiba következtében egyes gyermektápszerekből kimaradt a B6-vitamin. Az érintett gyermekeknél izomgörcs, roham lépett fel, ami B6-vitamin adására megszűnt.
Felnőtteknél felszívódási zavar esetén fordul elő, például dialízisnél vagy alkoholistáknál. Klinikai tünetei: az ajkak és a szájszél sérülése, a nyelv gyulladása. Perifériális neuropátia is lehet a B6-vitamin-hiány jele, de a B6-vitamin-hiánya többnyire más vitamin hiányával együtt fordul elő, ezért a neuropátia tiaminhiány (B1-vitamin) következménye is lehet. Refrakter anémia a csontvelőben sideroblastokkal (mikrokitik, hipokromik) gyenge vörösvérsejt-szintézis miatt kapcsolatban lehet B6-vitamin-hiánnyal. A dohányzás blokkolja a B6-vitamin felszívódását.
Terhesség vagy szoptatás is okozhat vitaminhiányt, mivel a magzat vagy csecsemő sok piridoxint igényel a növekedéshez, ezért az anyának naponta plusz 0,5 mg piridoxint kell magához vennie.
Szigorú vegetarianizmus esetén B6-vitamin hiánya léphet fel, mivel a zöldségekben és gyümölcsökben kevés van belőle (vagy egyáltalán nem tartalmaznak piridoxint).
Túladagolás:
A B6-vitamin napi adagja nem haladhatja meg a 10 mg/kg-ot. Napi 1000 mg fölötti adagolás perifériális neuropátiával jár, ennek tünete a láb érzékelésének csökkenése, a koordinációhiány, bizsergő érzés a nyaknál.
Mellékhatások más gyógyszerekkel:
Izoniacid (isoniazid) szedése esetén (tuberkulózis, TBC esetén alkalmazzák) a vesék több B6-vitamint választanak ki. A penicillamin, az L-dopa és a cikloszerin B6-vitamin antagonisták. Az asztma kezelésére szedett teofilin csökkenti a B6-vitamin hatását.
Fogamzásgátló tabletta 15-20%-kal a normál érték alá csökkentheti a B6-vitamin szintet.
B6-vitamin-források:
Csirkehús, marhahús, disznóhús, tonhal, teljes kiőrlésű gabona, tej, tejtermékek és tojás. A gyümölcsök és zöldségek keveset tartalmaznak, de közülük ajánlható: avokádó, banán, diófélék, pillangósok (pl. lencse, lóbab), mangó, héjában főtt krumpli, mazsola, barna rizs.
Ajánlott napi adag:
33 mikrogramm 1 gramm fehérjére számítva; felnőtt számára átlagosan napi 2 mg elegendő. Hatásának kifejtéséhez magnéziumra és szelénre is szüksége van a szervezetnek.
Egyes gyártók piridoxál-5-foszfát-tartalmú kiegészítőket hoznak forgalomba, amit azzal reklámoznak, hogy „jobban felszívódik, aktívabb hatást kelt”, ez azonban ebben a formában nem igaz.

#### B7-vitamin

Biotin

A B7-vitamin egyéb elnevezései: biotin, H-vitamin, Koenzim-R. A biotin nyolc izomerből áll, amik közül biológiailag csak a D-biotin aktív. A biotint bélbaktériumok is előállítják a bélrendszerben, tehát valójában nem vitamin, amit külső forrásból pótolni kell.
Hatásai:
A biotin néhány karboxiláz koenzimje, amik zsírsavak előállításában és átalakításában vesznek részt, továbbá a glükóz újra előállításában és aminosavláncok átalakításában.
Hiánya:
A biotinhiány ritka, de előfordulhat teljesen intravénás táplálás esetén, ekkor az infúzióhoz B7-vitamint adagolnak. A táplálékfelvétellel is előállítható B7-vitamin-hiány túl sok (napi 15–20 db) nyers tojásfehérje elfogyasztásával. A tojásfehérje ugyanis avidin proteint tartalmaz, ami megköti a biotint, és ezzel meggátolja a felszívódását. A hatás a tojásfehérje felmelegítésével (főzés vagy sütés) kiküszöbölhető. Antibiotikumok szedésekor felléphet vitaminhiány, mert az antibiotikumok mindenféle hasznos baktériumot is elpusztítanak, amik szükségesek lennének a biotin előállításához is. Ilyenkor elsősorban az egészséges bélflórát érdemes helyreállítani.
Következmények: pikkelyes bőrgyulladás, nyelvgyulladás, hajhullás, étvágytalanság, depresszió és túl magas koleszterinszint (hypercholesterolaemia).
Túladagolás:
Nem fordul elő, a fölösleg kiürül.
Ajánlott napi adag: 
Nincsen, mivel a szervezet maga is előállítja. Gyakran nagyobb mennyiség ürül ki a szervezetből, mint amennyi a táplálékkal bekerült, vagyis a szervezet többet állít elő a szükségesnél. A napi biotinszükséglet 150 µg körül van.
B7-vitamin-források:
Máj, vese, tej, tojás, tejtermékek.
Megjegyzések:
Egyes köröm- és hajápoló termékeken, samponokon feltüntetik, hogy biotint tartalmaznak. A biotin valóban szükséges az egészséges haj növekedéséhez, és az is igaz, hogy komoly biotinhiány esetén a haj kihullik, majd a biotin pótlásával újra kinő. A más okból kihulló hajat azonban a biotin nem növeszti vissza.
A lótenyésztésben ismert, hogy biotin adagolása erősebbé teszi a ló patáját. Emberre vonatkozóan nincsenek megbízható adatok, de ha a köröm törékeny, érdemes lehet megpróbálni nagyobb adagokat (napi 1–3 mg) a szervezetbe juttatni, mert nincs túladagolásveszély.
Vélemények szerint egyes csecsemők fejbőrén jelentkező, angolul cradle cap nevű seborreás bőrelváltozás oka biotinhiány lehet, mert a csecsemő bélrendszere még nem képes azt előállítani. A biotin adagolásához előzetes orvosi konzultáció szükséges.
 Kéntartalmú vitamin.
Neve a német Haut szóból származik (jelentése: bőr), mivel hiánya bőrbetegséget, bőrhámlást okoz.
Számos karboxiláló enzim koenzimje, amelyeknek reguláló szerepük van a szénhidrát- és lipid-anyagcserében. A biotin jelenlegi ismereteink szerint a DNS replikációban és a transzkripcióban is részt vesz.
Felszívódását segíti a B-vitamin-csoport többi tagja, továbbá a magnézium és a mangán. Felszívódási vesztesége 50% körül van.
A biotin szabad és kötött formában is jelen lehet az élelmiszerekben. Jó biotinforrás a máj, a vese, a tojássárgája, és néhány zöldség, továbbá az olajos magvak közül elsősorban a pörkölt földimogyoró. A búza is tartalmaz biotint, de kötött formában, ami felszívódásra nem alkalmas. A hús, a gyümölcsök biotinban szegények.
Hiányakor túlzott kimerültség, álmosság, izomfájdalmak, hajhullás, depresszió, és szürkés bőrszín jelentkezhet.
Vízoldékony, nem hőérzékeny vitamin. Szabad és kötött formában lehet jelen ételeinkben. Az avidin ellenáll a fehérjebontó enzimeknek, csak a denaturálás (így főzés) után emésztjük meg.

#### B8-vitamin
Az adenozin-monofoszfátot ma már nem tekintik vitaminnak.

#### B9-vitamin
B9-vitamin, folsav, M-vitamin.
Hatásai:
- A folsav számos szénreakcióban részt vesz, különösen a purinok, pirimidinek, a glicin és a metionin előállításában. Nélkülözhetetlen a DNS és a ribonukleinsav szintézisében.
- A folsavszármazék 5-metil tetrahidrofolát B12 vitamint igényel a metionin és a tetrahidrofolát előállításához.
- Nagyon fontos szerepe van a szervezetben, különösen a várandós nőknél, mert a terhesség korai szakaszában a fejlődő embrió gerincét, a velőcsövet lezáró folyamat csak folsav jelenlétében megy végbe hibátlanul. Ezért várandós anyáknak mindenképpen ajánlott a folsav pótlása.
- 1000 μg/nap adagolása csökkenti a magas homocisztein szintjét a vérben (hiperhomociszteinémia). A megemelkedett homocisztein szint a szív- és érrendszeri betegségek rizikófaktora, növeli a trombózisveszélyt, a vénákban és artériákban fokozott a vérrögképződés. (a homocisztein szintje magasnak számít, ha férfiak esetén 14 mikromól/liter, nőknél 8,5 mikromól/liter fölött van)
- Kutatások szerint csökkenti a méhnyakrák és a vastagbélrák kockázatát.

Hiánya:
Elsődleges előfordulása ritka, de felszívódási zavar, egyes gyógyszerek fogyasztása, bizonyos betegségek (például leukémia) miatt gyakran másodlagos hiány lép fel.
Több folsavra van szükség: terhesség, szoptatás, alkoholfogyasztás, dohányzás, fogamzásgátló tabletta szedése, vagy 65 év feletti életkor esetén. depressziós páciensekben alacsony a folsavszint.
Folsavhiányra utaló jelek: vérszegénység (anémia), szédülés, étvágy elvesztése, hasmenés, elégtelen táplálkozás, súlyveszteség, gyengeség, kisebesedett nyelv, fejfájás, nyugtalanság, hirtelen hangulatváltozások, erős szívdobogás.
Túladagolás:
Nincs mérgező hatás, de napi adag ne legyen több 1 mg-nál (1000 μg). A vizeletet sárgára festi. A szervezet jó folsav-ellátottsága elfedheti a B12-vitamin hiányában kialakuló tüneteket. Ez vegetáriánus, különösen vegán táplálkozás esetén lehet veszélyes.
Mellékhatások más gyógyszerekkel:
Görcsoldók, antiepileptikumok tartós használata folsavhiányt okozhat. Más gyógyszerek és kezelések, amik megzavarják a folsav-metabolizmust: citotoxikus kemoterápia (metotrexát, aminopterin), malária-ellenes és antibakteriális összetevők.
Fenitointartalmú és hasonló szerek hatását csökkenti. Orvosi konzultációt igényel.
Ajánlott napi adag:
200 mikrogramm (μg), várandósoknak napi 400 mikrogramm (a 200 μg csak minimális értéknek tekinthető, ez az adag probléma nélkül a duplájára emelhető).
A folsav hatását erősíti a többi B-vitamin együttes szedése, különösen a piridoxin, a kobalamin és a kolin. A folsav szervezetben való lebomlását csökkenti napi 500 mg C-vitamin szedése.
B9-vitamin-források:
- Gazdag (>100 μg per adag): kelbimbó, kelkáposzta, spenót, aszparágusz, lencse, csirkemáj
- Jó (50-100 μg per adag): teljes kiőrlésű kenyér, gabonafélék, brokkoli, káposzta, karfiol, csicseriborsó, zöldbab, jégsaláta (növény), fejes saláta, lóbab, bab, zöldborsó, általában a tavaszi zöldek, avokádó
- Közepes (15 μg per adag): burgonya, a legtöbb gyümölcs és zöldség, diófélék, barnarizs, teljes kiőrlésű tészta, zab, korpa, sajt, joghurt, tej, tojás, lazac, marhahús, vadhús

Hatását csökkenti:
Az ételek túlsütése vagy újbóli felmelegítése. A főzővízben oldódik, így a zöldségeket érdemes minél kevesebb vízben főzni.
Szerepe van a fehérvérsejtek, vörösvértestek, vérlemezkék képzésében, az aminosavak, és nukleinsavak anyagcseréjében, de hozzájárul a gyomor-bélrendszer, és a szájnyálkahártya épségéhez is.
Érdekesség, hogy a mesterséges készítményekből felszívódása jobb, mint a természetes forrásokból.
A túl nagy folsavbevitel csökkentheti a cink hasznosulását.

#### B10-vitamin
A 4-amino-benzoesavat (más néven p-amino-benzoesavat, korábban Bx-vitaminnak is nevezték) ma már nem tekintik vitaminnak.

#### B12-vitamin

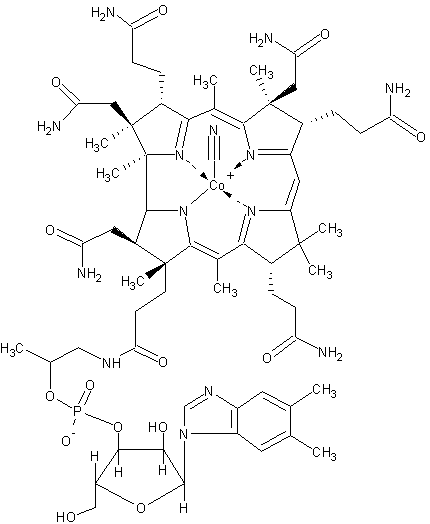
A tetrapirrol gyűrű, amelyben kobalt található. Ha a kobaltot magnézium helyettesíti, akkor klorofillról, ha vas, akkor hem alegységről beszélünk

B12-vitamin a kereskedelemben cianokobalamin formában érhető el, ami átalakul természetes formájába. Felszívódásához a nyálban lévő haptokorrin és az intrinsic-faktor szükséges. Az intrinsic-faktort a gyomorfalban lévő sejtek választják ki. A kobalamin nevet a kobalt nevű vegyületről kapta, amit nyomelemként tartalmaz. A vitamin cianidot is tartalmaz olyan kicsiny mennyiségben, ami a szervezet számára ártalmatlan.
Hatásai:
- Vörösvérsejtek előállításában való részvétel
- A folsav koenzimek előállítási ciklusában való részvétel
- Normál idegképződés, mielináció
- Metionin előállítása homociszteinből

B12-vitamin-források: 
B12-vitamin manapság már csak állati eredetű élelmiszerekben fordul elő számottevő mennyiségben. A kobalamint mikroorganizmusok termelik, azonban növények permetezése és a víztisztítás, amely lehetővé teszi veszélyes kórokozók terjedésének megakadályozását, egyben az organizmusok számát is jelentősen lecsökkenti. Az állatok által elfogyasztott kobalamin viszont fokozatosan raktározódik azok testében, így az állati eredetű ételekben feldúsult kobalamin hozzájárul a megfelelő napi adag beviteléhez, így a legjobb források a következők lehetnek:
- Hús és húsból készült ételek
- Tojás
- Tej és tejtermékek
- Halak, halból készült termékek
- Élesztő

Hiánya:
- B12-vitamin nincs a növényekben, ezért hiánya szigorú vegetáriánus és különösen vegán étrendet folytatók körében előfordulhat, annak ellenére, hogy a bélbaktériumok is előállítanak B12-vitamint. Makrobiotikus étrendet folytató gyermekek B12-vitaminhiánynak vannak kitéve.
- A hiány leggyakoribb oka felszívódási zavar, aminek oka a gyomornyálkahártya sorvadása, aminek következménye az intrinsic-faktor elégtelen termelődése, vagy a csípőbél megbetegedése. (50 év fölötti korban az intrinsic-faktor termelődése teljesen leállhat).
- Terhesség és szoptatás: a magzat és a csecsemő igénye miatt vitaminhiány lép fel.
- Dohányzás: más B-vitaminok hiányát is okozza.
- Kálium étrendkiegészítő fogyasztása esetén.
- A gyomor egy részének műtéti eltávolítása után a megmaradt rész kevesebb intrinsic-faktort tud termelni, ezért a kobalamin felszívódása rosszabb.
- Időseknél a felszívódás rosszabb, ezért egyes becslések szerint az idősek 30-40%-a B-12 vitamin hiányban szenved.

A májfogyasztásnak a vészes vérszegénység kezelésében játszott szerepének felfedezése miatt 1934-ben George Minot, William Murphy és George Whipple orvosi Nobel-díjat kapott. (A kobalamint csak 1948-ban azonosították, addig a betegnek napi fél kiló májat kellett elfogyasztania, hogy kellő mennyiségű kobalaminhoz jusson.)
Hiánytünetek:
- Dermedtség a kezekben vagy lábakban
- Tűszúrásérzet a kezekben vagy lábakban
- Rosszkedv, depresszió
- Problémás alvás
- Memóriavesztés
- Szédülés, egyensúly elvesztése
- Elbutulás (itt nem valódi elbutulásról van szó, hanem a kobalamin vitamin hiányáról, amit időben pótolni kell)

A hiány következménye kóros vérszegénység (megaloblasztikus pernicious anaemia) és neurológiai problémák. A vérszegénység megjelenése ugyanaz, mint folsavhiány esetén, ezért biokémiai vizsgálat szükséges a két lehetséges ok szétválasztásához. A neuropátia jellemzője az alsó végtagokban az érzékelés és az izomerő elvesztése a mielin csökkenése miatt.
A hiány legfeljebb néhány hónap alatt megszüntethető havi 100 μg B12-vitamin injekció adásával.
Túladagolás:
Emberben nem fordul elő, a fölösleg a széklettel távozik a szervezetből.
Mellékhatások más gyógyszerekkel:
1000 mg fölötti C-vitamin csökkenti a kobalamin hatását, ezért a kétféle vitamint legalább 1 óra eltéréssel kell bevenni.
Ajánlott napi adag:
Legalább 2 mikrogramm; 50 éves kor fölött többre van szükség, akár 500 mikrogrammra. Az intrinsic-faktor elégtelen termelődése esetén akár 5000 mikrogramm is adható (amit nyelv alá való tablettában szoktak bevenni, mert onnan könnyen felszívódik a véráramba). Ekkora adag szedése orvosi konzultációt igényel.
A kobalaminok a gyomor és a vékonybél nyálkahártyája által kiválasztott glikoproteinhez (intrinsic faktor) kapcsolódva szívódnak fel. Az esetek többségében vitaminhiány akkor lép fel, ha nem képződik a kobalaminokat szállító intrinsic-faktor, így a táplálékban jelen lévő vitamin nem tud bejutni a szervezetbe. A kobalaminok koenzim formájában kapcsolódnak be a fehérjék, a szénhidrátok és más nitrogéntartalmú anyagok anyagcseréjébe. A kobalaminnak nevezett anyag 4,5%-ban tartalmaz kobaltot, innen származik a neve.
A kobalaminok felszívódási vesztesége elérheti a 75%-ot is. B12-vitamint a növények nem tartalmaznak, a szükségletet csak állati eredetű élelmiszerekkel lehet fedezni. Normális körülmények között a tápláléknak nem kell kobalamint tartalmaznia, mert a bélben naponta 20-szor annyi keletkezik, mint amennyi a táplálékkal kerül a szervezetbe. Innen rendkívül nehezen szívódik fel, a felszívódása csak belső faktor jelenlétében megy végbe, és a bélben képződő mennyiség tizede szívódik csak fel, a többi kiürül a szervezetből. Az ember évi szükséglete kb. 1 mg-ra tehető. Vészes vérszegénységben szenvedő betegnek havonta kb. 100 mg-ot(?) kell kapnia.
A B12-vitamin részt vesz a nukleinsavak felépítésében, befolyásolja a szervezet fehérjeszintézisét, elősegíti az aminosavak fehérjékbe való beépülését és fokozza ezek hasznosítását, de az egész szervezetet érintő hatása van. Az orvosi gyakorlatban a vészes vérszegénység, általános testi leromlás, kimerültség, ideggyulladás, hosszabb betegség utáni lábadozás esetén használják. Az egész szervezetre kiterjedő erősítő, roboráló hatása van.

#### B13-vitamin
Orotsav (antioxidáns). Ma már nem tekintik vitaminnak. Hatásai: megvéd bizonyos májműködési zavaroktól és a korai öregedéstől, elősegíti a szklerózis multiplex kezelését. A felnőttek ajánlott adagja 3 μg. Hiánytünet nem ismert. Megtalálható a gyökérzöldségekben és a tejsavóban. A víz és a napfény csökkenti a mennyiségét és a hatását.

#### B15-vitamin
A pangámsavat (dimetilglicin, DMG) ma már nem tekintik vitaminnak. E-vitaminéhoz hasonló antioxidáns hatása van. Állítólagos rákellenes vagy egyéb hatása nem bizonyított, használata az USA-ban ellenjavallt, Oroszországban használják. Vízben oldódik. Csökkenti a koleszterinszintet. A víz és a napfény csökkenti a mennyiségét és a hatását.
Sportolóknak napi 50 mg ajánlott reggel és este.
Forrásai: teljes kiőrlésű barna rizs, élesztő, tökmag, szezámmag.

#### B16-vitamin
Az N,N-dimetilglicint ma már nem tekintik vitaminnak.

#### B17-vitamin
Az amigdalint ma már nem tekintik vitaminnak. A laetril néven is ismert „gyógyszer” állítólagos rákellenes vagy egyéb hatása nem bizonyított, használata ellenjavallt.

#### Bx-vitamin
A 4-amino-benzoesavat (más néven p-amino-benzoesavat, korábban B10-vitaminnak is nevezték) ma már nem tekintik vitaminnak.

#### Kolin
A kolin nem vitamin, mert a szervezet elő tudja állítani, de működése a B-vitaminokhoz hasonló, azokkal összhangban valósul meg. Belőle állítódik elő a neurotranszmitter acetilkolin, ami az agy működéséhez nélkülözhetetlen, továbbá a foszfatidilkolin, ami a sejtmembránok előállításához szükséges.
A kolin kimozdítja a zsírokat a májból, és megakadályozza, hogy ott lerakódjanak. A koleszterin is a májban képződik és a kolin ennek szintjét is csökkenti.
Mivel a kolin szigorú értelemben nem vitamin, ezért nincs hivatalos „ajánlott napi adagja”, de rendszerint napi 500–1000 mg-ot szednek belőle. Hiánya nemigen alakul ki.
Sokféle, állati és növényi élelmiszerben megtalálható: tojás, vörös hús, máj, kaviár; káposzta, karfiol, szójabab, csicseriborsó, lencse, rizs.
Alzheimer-kórban szenvedő betegek agyában általában alacsony az acetilkolin szintje. Orvosi kutatások szerint kolin vagy foszfatidilkolin étrendkiegészítők fogyasztása egyes esetekben segíthet megelőzni e betegség kialakulását. Javíthatja a memória működését.
A kolin hagyományos forrása a lecitingranulátum, amit szójabab olajból kivont anyagból készítenek. Ez általában 10-20% foszfatidilkolint tartalmaz. A készítmény hamar megavasodik, ajánlott hűtve tárolni.
Nincs túladagolásveszély kolinból, de nagy adag esetén (napi 10 gramm fölött) az embernek halszaga lehet tőle. A szokásos adagja 500–1500 mg/nap.
A B-vitaminkomplexek általában 50 mg kolint is tartalmaznak.

#### Inozitol
Vízben oldódik. A kolinnal együttműködve lecitint állít elő. Átalakítja a zsírt, csökkenti a koleszterinszintet. Egészséges felnőtt napi 1 grammot vesz magához az élelmiszerekből. Táplálja az agysejteket és a hajhagymákat. Megelőzi az ekcémát. Nyugtató hatása van.
Források: máj, élesztő, grépfrút, mazsola, földimogyoró.
A B-vitaminkomplexek általában 100 mg inozitolt is tartalmaznak. A napi adagja rendszerint 250–500 mg.

### C-vitamin

Az aszkorbinsav kémiai képlete

A C-vitamin, más néven aszkorbinsav vízben jól oldódó, erősen antioxidáns hatású vegyület. Az élő szervezetben nélkülözhetetlen az oxidációs-redukciós folyamatokban. Az aszkorbinsav a sejtek biokémiai folyamataiban mint hidrogéndonor vesz részt, ez adja meg elsőrendű biológiai jelentőségét. 85%-a szívódik fel. Az aszkorbinsavat számos állatfaj glükózból vagy galaktózból szintetizálja, az ember, a főemlősök, a tengerimalac, az indiai gyümölcsevő denevér és néhány madárfaj szervezete nem képes erre, de ugyanúgy szükségük van rá.
A C-vitamin biológiailag aktív megjelenési formái az L-aszkorbinsav és az L-dehidroaszkorbinsav.
Története:
Szent-Györgyi Albert biokémikus az 1930-as években izolálta a C-vitamint, amelyet eredetileg hexuronsavnak nevezett el. Munkásságát 1937-ben orvosi és élettani Nobel-díjjal ismerték el.
Hatásai:
- C-vitamin a kollagén előállításához szükséges, ami a kötőszövetek fő fehérjéje
- Alapvetően szükséges az izmok, inak, artériák, csontok és a bőr karbantartásához.
- Alapvetően szükséges a kollagént előállító enzimek működéséhez.
- A dopamin hidroxilációja a noradrenalin neurotranszmitteréhez C-vitamint igényel.
- Szükséges a karnitin előállításához. A karnitin alacsony szintje fáradtsággal és izomgyengeséggel kapcsolódik össze.
- Különféle peptidhormonok aktiválásához C-vitamintól függő enzim szükséges.
- Számos további enzimnek C-vitaminra van szüksége; ezek az enzimek több élettani folyamatot befolyásolnak. köztük az epe kiválasztását, és a májban a mérgek és a karcinogének lebontását.
- Elősegíti a vas felszívódását a bélrendszerből, ha ugyanannál az étkezésnél veszik be.
- Segíti a sebgyógyulást és a megfázásból való felépülést.
- Javítja az immunrendszer működését.
- Csökkenti a rák- és szívbetegség kialakulásának kockázatát (legalább napi 200 mg fogyasztása esetén).
- Csökkenti a koleszterinszintet.
- Csökkenti a magas vérnyomást (sportolással, testsúlycsökkentéssel, dohányzás abbahagyásával együtt alkalmazva).
- Fogínygyulladás, fogínyvérzés csökkentése (gingivitisz).
- Parkinson-kór előrehaladásának csökkentése a kezdeti stádiumban, nagy adagolású C-vitaminnal.
- A C-vitamin sok más betegségben segíthet: epehólyag gyulladás, herpesz, ekcéma, májgyulladás, krónikus fáradtság szindróma stb.

Mérése:
A vérplazmában és a fehérvérsejtben mérhető, elfogadható szintje 17 mmol/l fölötti, 11 mmol/l alatt C-vitamin-hiányról beszélünk.
Hiánya:
Abban a népcsoportban fordul elő, ahol hosszabb ideig nem fogyasztanak zöldséget és gyümölcsöt. A C-vitamin-hiány jellemzői: a kötőszövet abnormális működése (beleértve a lassú sebgyógyulást), gyengeség, fáradtság, vérző íny, sérült, vérző bőr; a hiánybetegség neve skorbut. Dohányosok szervezetében akár 50%-kal kevesebb C-vitamin található, számukra az ajánlott adag napi 1000 mg, ez már védelmet nyújthat a gégerák és nyelőcsőrák ellen.
Túladagolás:
Napi 2000–10 000 mg bevétele túlzásnak számít, bár a skorbut és a megfázás tüneteit gyorsan enyhíti. Ekkora adag hasmenést okozhat és hosszabb távon megnőhet bizonyos fajta vesekő kialakulásának kockázata. A fölösleges C-vitamin oxálsav formájában ürül ki a szervezetből, ami alkotóeleme az egyik fajta húgykőnek. Ha valaki ekkora adagot akar szedni, fokozatosan kell növelnie az adagolást, hogy a szervezete hozzászokjon.
Mellékhatások más gyógyszerekkel:
Nagy mennyiségű C-vitamin szedése befolyásolhatja a vércukor és a kalcium-oxalát értékét a vizeletben, a vér mennyiségét a székletben és a hemoglobinszintet a vérben, ezért tervezett laborvizsgálat előtt érdemes a C-vitamin mennyiségét csökkenteni a vizsgálat előtt néhány nappal, hogy az ne befolyásolja az eredményt. Cukorbetegség, allergia, asztma, stressz, alkoholfogyasztás, idős kor, terhesség, rendszeres aszpirin, fogamzásgátló tabletta, antibiotikum, kortizon szedés többszörösére növeli a C-vitamin-igényt.
Ajánlott napi adag:
Hazánkban hivatalos ajánlott napi beviteli értéke 80 mg, az Európai Élelmiszerbiztonsági Hatóság szerint ez az érték 95–110 mg - azaz napi mintegy 100 mg szükséges a vitaminhiány kialakulásának megelőzésére. A környezeti stresszhatások, a dohányzás, egyes gyógyszerek (például orális fogamzásgátlók), lázas állapot, műtéti beavatkozások legalább 500 mg-ra növelhetik a napi szükségletet. A C-vitaminnal jól ellátott anya tejének aszkorbinsav-tartalma 30–50 mg/l. Egy egészséges felnőtt szervezete kb. 5000 mg C-vitamint tartalmaz.
Tartós hő (például főzés vagy hosszas, szobahőmérsékleten való tárolás) hatására a C-vitamin elbomlik, elveszti vitaminhatását.
A hivatalos álláspont szerint egy egészséges ember napi minimális C-vitamin-szükségletét (kb. 100 mg-ot) a helyesen összeállított és jó konyhatechnikával elkészített ételekkel még a tél végi és tavaszi hónapokban is fedezni lehet.
Allergia és asztma esetén érdemes napi 1000 mg C-vitamint szedni, bár az ezzel kapcsolatos eredmények nem mindenkit győznek meg. A C-vitamin hatása kettős: egyrészt csökkenti a hisztaminszintet; másrészt az antioxidáns hatás védi a tüdőt és a légutakat a szabad gyököktől és a külső légszennyezéstől (pollen).
A kiegészítő C-vitamin-adagokat érdemes napjában több részre elosztva, például étkezések után és lefekvés előtt bevenni, mert a fölösleg négy óra múlva kiürül. A C-vitamin hasznosulásához kalcium és magnézium is szükséges.
Étrend-kiegészítőnek bármely megbízható, olcsó termék megfelel, ami elegendő C-vitamint tartalmaz, C-vitamin vonatkozásában ugyanis nincs különbség a „természetes eredetű” és egyéb hangzatos szavakkal reklámozott és az olcsóbb termékek között. Hatásmechanizmus és gazdaságosság szempontjából érdemesebb vitaminkomplexet választani, ami megfelelő arányban többféle vitamint és ásványi anyagot tartalmaz.
C-vitamin-források:
C-vitaminban gazdag zöldség- és főzelékfélék: narancs, citrom, grépfrút, mandarin, klementin, fekete ribiszke, guava, mangó, papaja, kelbimbó, brokkoli, édesburgonya, spenót.
C-vitamint tartalmaznak továbbá: sárga paprika, paradicsom, fejes saláta, karfiol, áfonya, som, szeder, ribizli, csipkebogyó, burgonya. Az állati eredetű élelmiszerek közül az alábbi szervek tartalmaznak C-vitamint: máj, vese és agy.
A gyümölcsöket nyersen, a zöldségféléket is lehetőleg nyersen, salátának elkészítve vagy pároltan célszerű fogyasztani. A hosszú áztatás, főzés, fagyasztás, kiolvasztás vagy a főzővíz kiöntése jelentős aszkorbinsav-veszteséget okoz, de kerülni kell a fémedények (ezüst, réz, alumínium, vas) használatát és az ételek ismételt felmelegítését is. A C-vitamin fényre, hőre, levegővel érintkezve bomlani kezd, ezért tablettából is csak pár hét alatt elfogyó mennyiséget érdemes otthon tárolni, száraz, hűvös, fénytől védett helyen.
A konzervált gyümölcsök szinte semmi C-vitamint nem tartalmaznak.
Az C-vitamin (aszkorbinsav formában) jellemző mennyisége 100 g élelmiszerben:
- gabonafélék, hüvelyesek és őrleményeik, kenyerek, péksütemények, száraztészták: 0–1 mg
- zöldség, gyümölcs: 5–400 mg
- vaj, margarinféleségek, zsír, olaj, szalonna: 0 mg
- húsok, húsipari termékek, máj, szív, vese: 0–30 mg
- halak: 0 mg
- tej: 0–5 mg
- tojás: 0 mg

Érdekesség:
Dr. Linus Pauling kétszeres Nobel-díjas tudós meggyőződése szerint a nagy adagban szedett C-vitamin hatására elkerülhetők a betegségek. Ő maga napi 16 grammot szedett (=16 000 mg), és 93 évig élt.

### H-vitamin
Már nem használatos név, kiderült, hogy a H-vitamin azonos a B7-vitaminnal.

### P-vitamin
Flavonoidok. Egyes vérzékenységgel járó, a skorbuthoz hasonló betegségek tiszta C-vitaminnal nem gyógyíthatók, de citromlé vagy paprikakivonat adására javulnak. A P-vitamint a paprikából sikerült kivonni. Ez az anyag csökkenti a hajszálerek áteresztőképességét (permeabilitását), innen az elnevezésében a „P” betű. A P-vitamin segíti a C-vitamin felszívódását és megvédi az oxidációtól, ezenkívül erősíti a hajszálereket.
A C-vitamin kísérője, általában ugyanazokban az élelmiszerekben fordul elő. Legbővebben a citrusfélék, a csipkebogyó, az áfonya, a brokkoli, a paradicsom, valamint más gyümölcsök és zöldségek tartalmazzák – elsősorban a gyümölcs húsa gazdag ebben a vitaminban.
Feltételezhető, hogy hiányában a C-vitamin felszívódása és felhasználása zavart szenvedhet, éppen ezért hiánytüneteik átfedhetik egymást. A vízben oldódó vitaminok esetében nem fordul elő túladagolás, mert a vízben oldódó vitaminokat nem tudja tárolni a szervezet. Hiányában gyakori ínyvérzés léphet fel fogmosáskor. Nőknél menopauzában csökkenti a hőhullámokat. 500 mg C-vitaminhoz 100 mg bioflavonoid szedését javasolják.

## Vitaminhiány, avitaminózis
- A legtöbb nő nem fogyaszt naponta elegendő vasat, cinket, B6-vitamint, kalciumot, magnéziumot (320 mg) és E-vitamint (400 NE).
- A legtöbb férfi nem fogyaszt naponta elegendő cinket és magnéziumot (420 mg).

Ha a szervezet huzamosabb ideig nem kap meg egy bizonyos vitamint, vitaminhiány lép fel, majd ennek következtében az adott vitaminra jellemző hiánybetegség alakul ki.
Vitaminhiányra lehet számítani az alábbi esetekben:
- Kevés nyers, friss gyümölcs, zöldség fogyasztása
- Tartós stresszes állapot
- Műtét utáni állapot
- Krónikus betegség fennállása (pl. asztma: magnéziumhiány, vagy cukorbetegség: C-vitamin-hiány). Egyes betegségek megváltoztatják a vitaminok felszívódási módját, tehát ezekből többet igényel a szervezet.
- Terhesség, szoptatás: a vitaminok egy részét a magzat kapja meg.
- depresszió: ilyenkor csökken az étvágy, ami tovább rontja a helyzetet.
- Dohányzás: megnöveli a vitaminigényt, különösen a C-vitaminét.
- Nagy mennyiségű alkohol rendszeres fogyasztása: a legtöbb nehéz ivó többféle vitamin hiányában szenved, különösen a B-vitaminok hiányában.

Vitaminhiányos (és ásványianyag-hiányos) tünetek lehetnek: energiahiányos viselkedés, rosszkedv, fáradtság, ingerlékenység, álmatlanság, gyakori kisebb betegségek elkapása (pl. nátha).
Néhány, már orvosilag kimutatható hiánybetegség:
- Zsibbadás (B12-vitamin hiánya)
- Farkasvakság (A-vitamin hiánya)
- Beri-beri (B1-vitamin hiánya)
- Vészes vérszegénység (B12-vitamin hiánya)
- Skorbut (C-vitamin hiánya)
- Angolkór (D-vitamin hiánya)
- Véralvadási zavar (K-vitamin hiánya)
- Pellagra (niacin, azaz a B3-vitamin hiánya)

### A C-vitamin hiánya
Esetében fellépő betegség a skorbut. Jellemzője a kiszáradt bőr, emésztési zavarok, fogínysorvadás (fogínyvérzés) következtében meglazult fogak.
Hosszabb időn (éveken, évtizedeken) keresztül fennálló C-vitamin-hiány esetén rendkívüli mértékben megemelkednek a szív- és érrendszeri kockázatok vagy a rák kialakulásának veszélyei. Például az érelmeszesedés és a szívroham kialakulásának egyik közvetlenül visszavezethető oka lehet ennek a vitaminnak a hiánya.

## Vitaminok túladagolása, hipervitaminózis
Léteznek dokumentációk arra, hogy egyes vitaminok nagy mennyiségű szedésének mellékhatásai vannak. Minél magasabb a túladagolás mértéke, annál erősebbek a mellékhatások.
Kizárólag természetes élelmiszer-fogyasztással általában nem érhető el a túladagolás.
A vitaminok túladagolása csak ritkán okoz maradandó megbetegedést. Gyakran a vitaminkészítmények adalékanyagai okozzák a mellékhatásokat – néhány esetben maradandót is.
A tolerált mennyiség személyfüggő, korreláció mutatkozik a kor, nem, egészségi terheltség és a vitaminszükséglet között.
Megállapították a „tolerable upper intake level”t (UL), vagyis azt az adagot, amelyet egy személy még mellékhatások jelentkezése nélkül elfogyaszthat egy nap.

## Vitaminpótlás
Ma már számos probiotikus készítmény van forgalomban, amivel a károsodott bélflóra helyreállítható, így a szükséges vitaminok azon keresztül fel tudnak szívódni. Ezek a készítmények egy vagy többféle baktériumtörzset tartalmaznak. A leggyakrabban előforduló probiotikus baktériumok a Lactobacillus és a Bifidobacterium törzsekbe tartoznak.

## Megavitamin-terápia
Ez az alternatív gyógymód a vitaminokra és az ásványi anyagokra nem úgy tekint, mint amelyekből minimális mennyiségre van szükség a szervezet rendellenes működésének elkerülése érdekében, hanem mint a szervezet optimális működéséhez nagy mennyiségben szükséges anyagokra, melyekhez természetes forrásokból a civilizációs körülmények között nem lehet elegendő mennyiségben hozzájutni.